# Cultura de Tabasco
La cultura (estado ubicado en el sureste de México) es el resultado de la fusión de las culturas indígenas milenarias con las costumbres europeas traídas por los conquistadores españoles.
Más de tres mil años de cultura se han forjado en esta tierra, desde que la cultura olmeca se asentó hace miles de años en lo que hoy es el estado de Tabasco y, en un islote rodeado de pantanos y ríos, fundaron la población de La Venta. Este sería su principal centro ceremonial, donde esculpieron monumentales cabezas colosales y otras esculturas que hoy pueden apreciarse en museos; por ejemplo, en el Parque-Museo La Venta, en la ciudad de Villahermosa. Más tarde, llegó la civilización maya, se asentó en el centro y oriente del estado, y fundó ciudades como Comalcalco, Pomoná, Moral-Reforma, San Claudio, Tortuguero, Xonuta y muchas que hoy han desaparecido
En 1519 llegaron a Tabasco los conquistadores españoles, encabezados por Hernán Cortés. Se inició un choque cultural en el que se fusionaron la cultura indígena con las costumbres españolas, lo que dio como resultado lo primero que podría llamarse cultura tabasqueña y, finalmente, la cultura tabasqueña actual. De ese modo nació, por ejemplo, el zapateo tabasqueño, cuando soldados de Cortés tocaron las seguidillas andaluzas, creándose lo que en Tabasco se llamó fandanguillo, dando origen al baile tabasqueño por excelencia. Las danzas indígenas fueron aprovechadas por los frailes españoles, quienes adaptaron pasajes y personajes bíblicos para facilitar la conversión de los indígenas al catolicismo; prueba de ello son las danzas de El caballo y el gigante y la de David contra Goliat.
La tradición artesanal de Tabasco es vasta, la creatividad de los artesanos tabasqueños da vida a diversos materiales y fibras vegetales de la región, así como a maderas y arcilla. Esta larga tradición de cerámica, escultura, tejido y labrado, herencia de las culturas olmeca y maya, se ve reflejada en una gran cantidad de objetos y artículos hechos por manos tabasqueñas.
Los íconos más representativos de la cultura tabasqueña son, sin duda, las cabezas olmecas y la música de los tamborileros, reconocibles en todo el mundo.

## Patrimonio cultural

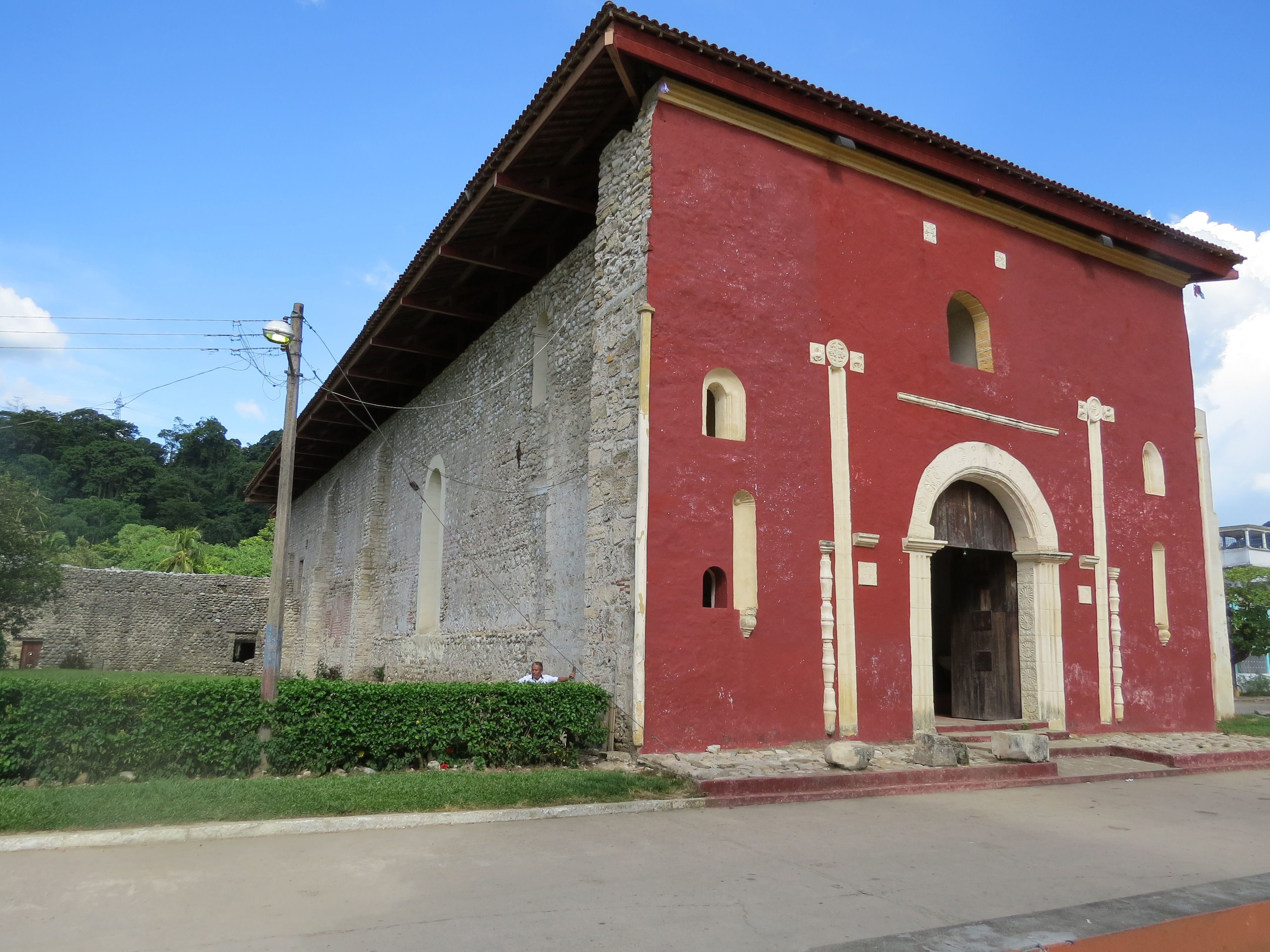
Convento de Santo Domingo de Guzmán, en Oxolotán. Fue construido entre 1572 y 1633. Es la construcción colonial más antigua de Tabasco.

El estado de Tabasco cuenta con una gran diversidad de atractivos culturales que muestran la majestuosidad de las diversas culturas que se han desarrollado en esta región, así como la bella arquitectura tanto civil como histórica. En el estado, se localizan poco más de 240 edificios clasificados como «de valor histórico» por el INAH, la mayoría de ellos ubicados en el centro histórico de Villahermosa, que está formado por el casco urbano de la antigua San Juan Bautista. Los vestigios arqueológicos de las ciudades prehispánicas de La Venta, con la pirámide de arcilla más antigua de Mesoamérica, y Comalcalco única ciudad maya construida de ladrillo cocido, el Parque-Museo La Venta, el Museo de Antropología Carlos Pellicer Cámara, así como sus danzas, bailables y su música tradicional de tamborileros y marimba, son parte del patrimonio cultural de Tabasco para el mundo.

### Sitios arqueológicos
Los sitios arqueológicos en Tabasco suman más de 1000, sin embargo, solo 6 se encuentran abiertos al público: la ciudad olmeca de La Venta y el sitio zoque de Malpasito en el municipio de Huimanguillo, las ciudades mayas de Comalcalco en el municipio de Comalcalco, Moral Reforma en Balancán, y Pomoná y San Claudio en Tenosique. En otros 5 sitios, el INAH realiza trabajos de exploración aunque se encuentran actualmente cerrados al público, estos son: Santa Elena, Tortuguero, Panhalé, Tiradero y Aguada Fénix, este último descubierto en el año 2017 es considerada la ciudad maya más antigua, y cuenta con una enorme plataforma de arcilla con un volumen de 3,8 millones de metros cúbicos, lo que la convierte en la estructura antigua más grande del mundo.

### Monumentos históricos
Tabasco cuenta con importantes edificaciones catalogadas como monumentos históricos, entre las que sobresalen el Centro histórico de Villahermosa, al igual que cuenta con muchas otras construcciones tanto civiles como religiosas.

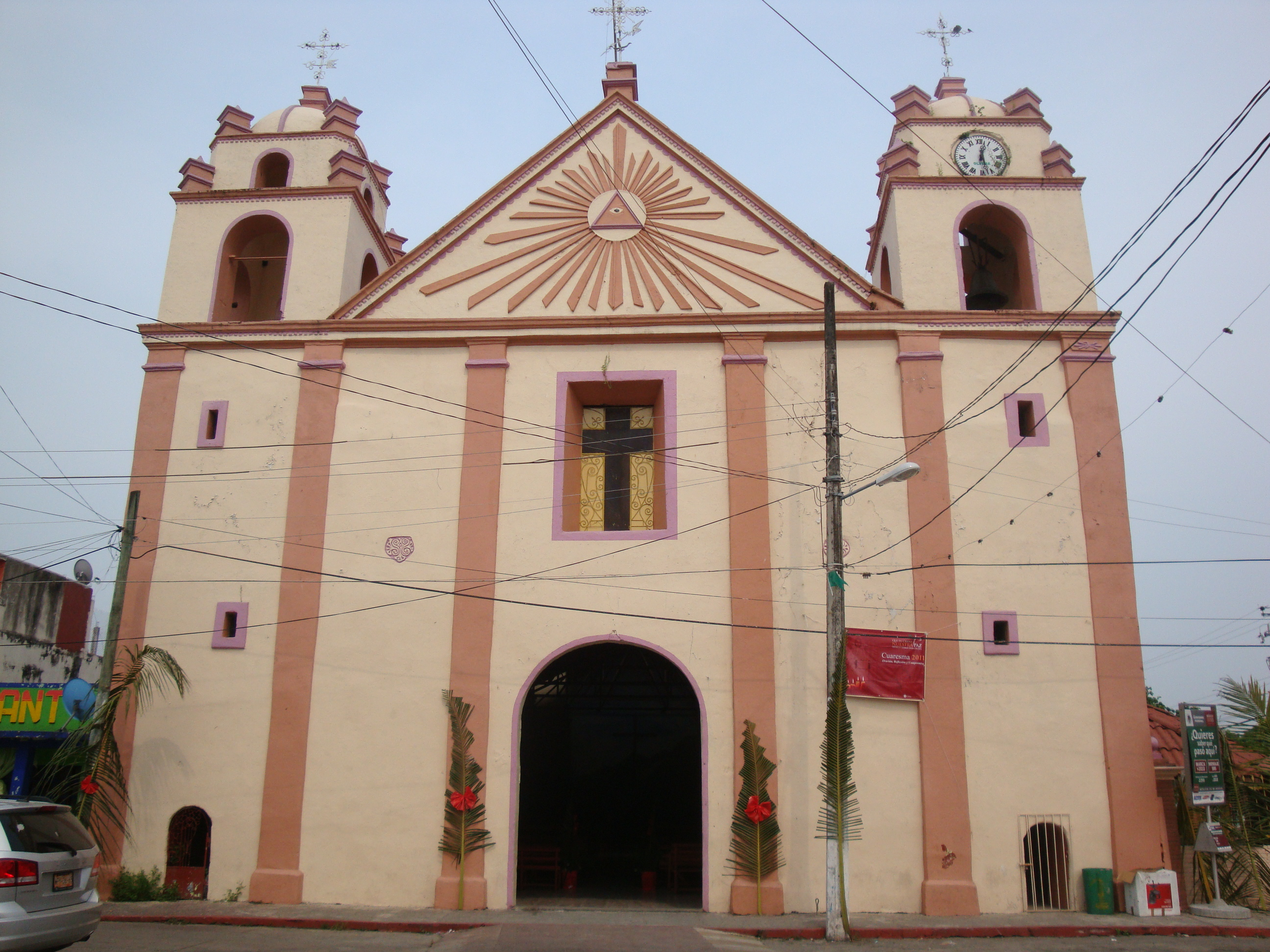
Iglesia de Tacotalpa, concluida en 1710.

#### Monumentos civiles
Dentro de los monumentos civiles que destacan en la ciudad de Villahermosa son: El Palacio de Gobierno (1894), la Casa de los Azulejos (1889), el edificio del antiguo Instituto Juárez (1879), el edificio del Banco Nacional de México (1855), el edificio que se localiza en la esquina de las calles de Hidalgo y 27 de Febrero (1750), el Café del Portal (1837), el Sanatorio Juchiman (s. XIX) y muchos otros edificios construidos en el siglo XIX que se localizan en el centro histórico de la ciudad. En el interior del estado destacan el edificio de la que fuera la primera aduana de México y el Hotel San Agustín, ambos en el puerto de Frontera, la casa museo del coronel Gregorio Méndez Magaña en Jalpa de Méndez, la casa de Tomás Garrido Canabal en Tapijulapa, así como algunos edificios en las ciudades de Comalcalco, Tacotalpa, Jonuta y Teapa.

#### Monumentos religiosos
Dentro de los monumentos arquitectónicos religiosos, destacan en la ciudad de Villahermosa: la Iglesia de La Inmaculada Concepción (1800), y la Catedral del Señor de Tabasco. Mientras que en el interior del estado se localizan: el Convento de Santo Domingo de Guzmán en Oxolotán (1633; la construcción religiosa más antigua en Tabasco), la Iglesia de Nuestra Señora de la Asunción (1710) (la iglesia más antigua de Tabasco) y el Templo de Santiago Apóstol (s. XVII) en Tapijulapa las tres en Tacotalpa; la Iglesia de Las Mirandillas (1724) y la Iglesia de Nuestra Señora de la Natividad (1725) ambas en Cunduacán; la Iglesia de La Asunción de María de Cupilco, en Comalcalco (s. XVIII); el Templo Señor de Esquipulas (1780), la iglesia de Tecomajiaca (1725) y la de Santiago Apóstol (1725), las tres en Teapa; la iglesia de San Francisco en Jalpa de Méndez; la iglesia de San Antonio de Padua en Nacajuca; la iglesia de San Pedro Apóstol en la ciudad de Jalapa y la iglesia del Señor de Astapa ambas en el municipio de Jalapa y la iglesia de Nuestra Señora de Guadalupe en el puerto de Frontera.

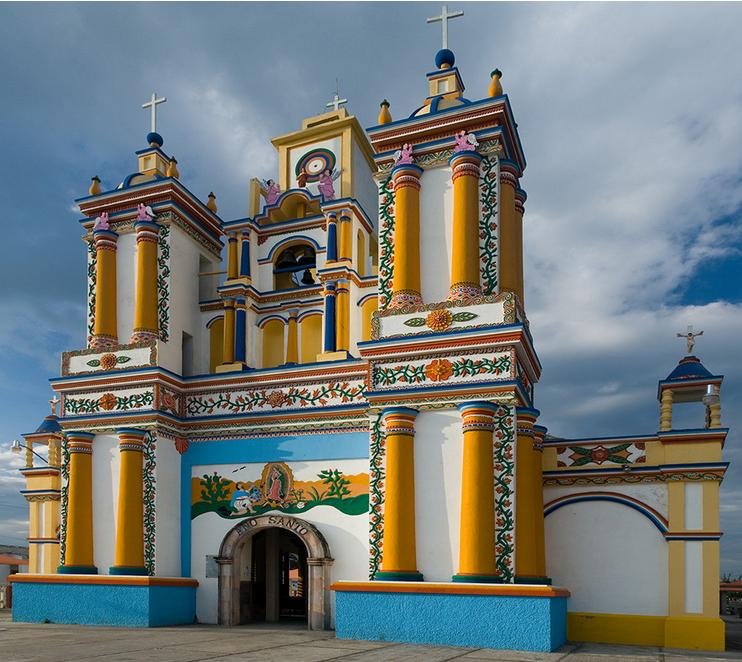
Iglesia de Cupilco

### Recintos culturales
El estado de Tabasco, cuenta con diversos centros culturales, en donde se promueven y se difunden las diversas manifestaciones artísticas y culturales del estado, con la finalidad de preservarlas, dentro de las más importantes están: el Teatro del Estado Esperanza Iris, la Galería de arte Jaguar Despertado, la galería de arte Casa Siempreviva, el Centro Cultural Villahermosa, el Centro de Estudio e Investigación de las Bellas Artes (CEIBA), la Casa de Artes José Gorostiza, el ágora del Parque Tomás Garrido Canabal, la Casa de la Cultura de la Universidad Juárez Autónoma de Tabasco, y las Casas de Cultura de los 17 municipios del estado. Aunado a esto, Tabasco cuenta con un total de quince museos de diferentes rubros, desde arqueología, hasta interactivos y tecnológicos.

#### Museos
Para la preservación y exhibición del patrimonio histórico el estado de Tabasco cuenta con diecinueve museos, de los cuales siete se localizan en la capital del estado: el Parque-Museo La Venta, el Museo Regional de Antropología Carlos Pellicer Cámara, el Museo de Historia de Tabasco, el Museo de Cultura Popular, el Museo de Historia Natural José Narciso Rovirosa y la Casa Museo Carlos Pellicer Cámara.
Mientras que en el interior del estado se localizan: el Museo de sitio de La Venta, el Museo de sitio de Comalcalco, el Museo de sitio de Pomoná, el Museo Dr. José Gómez Panaco en Balancán, el Museo Arqueológico de Jonuta, el Museo de la Sierra en Oxolotán, el Museo de Teapa José Natividad Correa Toca, el Museo de la Ciudad Ventura Marín Azcuaga en Emiliano Zapata, la Casa Museo del Coronel Gregorio Méndez Magaña en Jalpa de Méndez y la casa museo de Tomás Garrido Canabal en Tapijulapa.

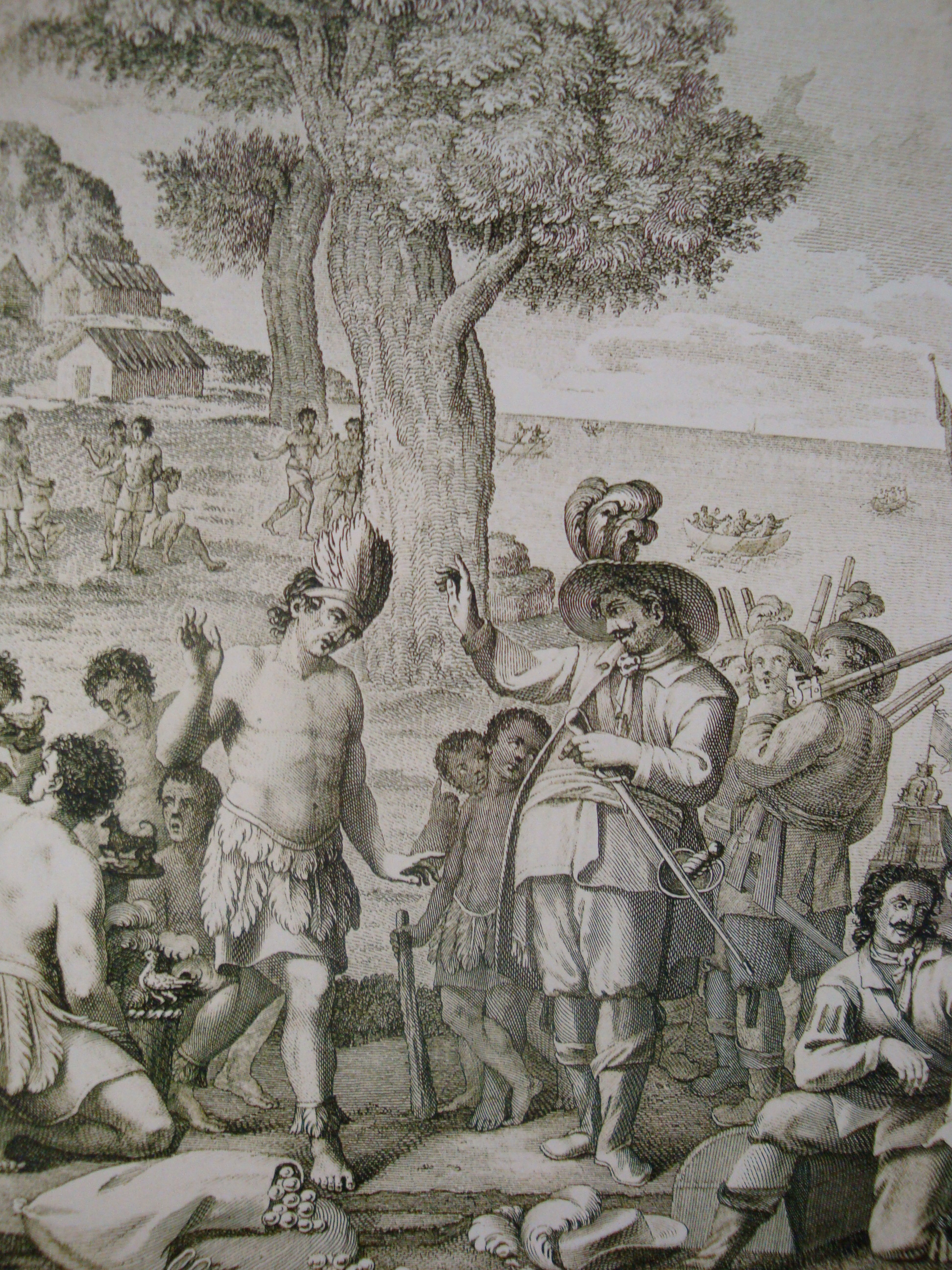
Grabado a tinta china Encuentro entre Tabscoob y Grijalva, realizado por el Mtro. Héctor Quintana Suárez. Se encuentra actualmente en el Museo de Historia de Tabasco.

## Arte
Son muchos los tabasqueños que a lo largo de la historia han sobresalido en el mundo de las artes.

### Pintura
En la pintura destaca el acuarelista Miguel Ángel Gómez Ventura, que ha producido una vasta colección de acuarelas que retratan la hermosa naturaleza tabasqueña, y ha montado exposiciones a nivel nacional e internacional. También, destaca la obra de Fontanelly Vázquez, Ángel Enrique Gil Hermida, Héctor de Falcón, Santiago López Gümez, Leticia Ocharán, José Valeriano Maldonado, Concha Armendáriz y Homero Magaña Arellano. En el arte del grabado sobresale, sin duda, el maestro Férido Castillo.
En la pintura muralista, destacan los murales hechos por Ponce Montuy en el H. Congreso del Estado, en el Planetario Tabasco 2000 y el llamado Origen del Universo en el hotel Cencalli Villahermosa; también están los murales Historia de Tabasco en Cunduacán y Frontera, e Historia de Paraíso en la ciudad de Paraíso. El maestro Héctor Quintana Suárez es reconocido por sus cuadros realizados en tinta china, como el mural localizado en el Museo de Historia de Tabasco.

### Escultura
En la escultura, sobresale Ventura Marín Azcuaga quien ha inmortalizado la naturaleza y la belleza tabasqueña en verdaderas obras de arte que han sido exhibidas en México y en el extranjero, muchas de ellas adornan calles y parques de varias ciudades. Destacan también Baltasar Hernández y Ángela Gurría, quien fuera la primera mujer que ingresó a la Academia de las Artes en 1973, sus esculturas figuran en varias ciudades del país formando parte del paisaje urbano.

### Literatura
En el campo de la poesía y las letras, sobresale, sin duda, Carlos Pellicer Cámara, también llamado «el poeta de América», además de José Gorostiza, Francisco Javier Santamaría, Marcos E. Becerra, Manuel Gurría Urgell, José Carlos Becerra y Díaz Bartlett. En los últimos años destaca la obra poética de: Sergio Ávalos Magaña, Lorenzo Morales, Ervey Castillo, Ulises Guzmán, Jaime Ruiz, Verónica Sánchez, Beatriz Pérez Pereda, Audomaro Ernesto, Miguel Ángel Ruiz Magdonell y Diana Juárez.

### Teatro
Y en el teatro destaca Esperanza Iris, llamada la «reina de la opereta» y «emperatriz de la gracia», quien fuera condecorada por el Rey Alfonso XIII de España.

## Traje regional

### Traje regional masculino
Es sencillo, se compone de camisa y pantalón ambos de manta, color blanca, botines y cinturón negros y un sombrero chontal, de paja con cuatro picos. Lleva un pañuelo o paliacate rojo al cuello. Adicionalmente, se incluyen un morral, un machete al cinto y una cantimplora (o bush) llena de pozol (bebida típica a base de maíz y cacao); los cuales se utilizan en las faenas diarias en el campo.

### Traje regional femenino
Blusa blanca bordada y vestido floreado en diferentes tonos de rojo.

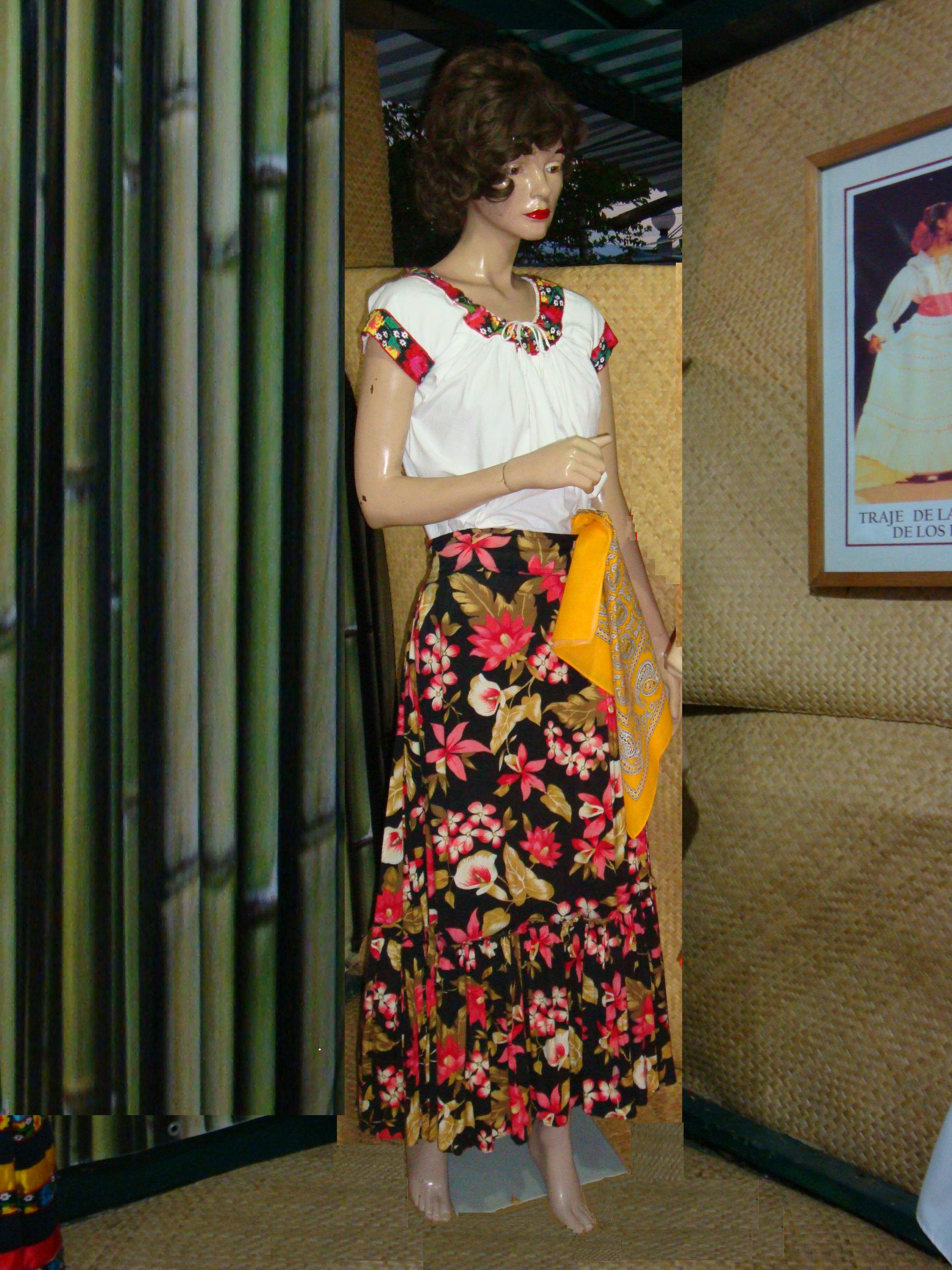
Traje regional ordinario

#### Traje regional ordinario
Consta de una blusa blanca que en el cuello lleva un cordón corredizo, por dentro, a todo el largo del cuello, que permite recogerlo y formar el escote al gusto de quien lo porta, lleva en los bordes de escote y mangas una tira bordada en punto de lomillo con motivos florales o animales en colores alegres sobre fondo oscuro. La falda es amplia, de percal o zaraza, que termina con olán muy recogido o plegado, al que se llama arandela, la cual debe tener en la parte superior lo que se llama guardapolvo. La zaraza o el percal de la que está confeccionada la falda tiene que ser floreado, es decir, estampado con flores de brillantes colores. La falda es larga, pero sin arrastrar en el suelo; debe llegar hasta el llamado huesito, dejando descubiertos los pies. Tiene la parte delantera lisa con dos pinzas, una de cada lado, y todo lo demás recogido, para lograr el efecto de una especie de colita en la parte trasera. La arandela nunca debe quedar arriba de la rodilla, sino debajo de ella. es amplia y terminada en olán muy plegado. Se usan, como accesorios del vestuario, un paliacate o pañuelo rojo prendido del lado derecho de la cintura, sirve para que la bailadora guarde su dinero y seque su sudor; un rebozo de color vivo en combinación con el de la falda; zapatos negros, cerrados, de tacón bajo, collares y argollas de oro. El peinado es recogido hacia atrás formando un turux (chongo), en el lado izquierdo se coloca un moño de color vivo del mismo color del reboso, a la altura de la oreja, del mismo lado del moño se coloca un tulipán de color rojo, del lado derecho de la cabeza se colocan las cuatro peinetas de colores azul, verde, amarillo y rojo que representan las cuatro regiones.

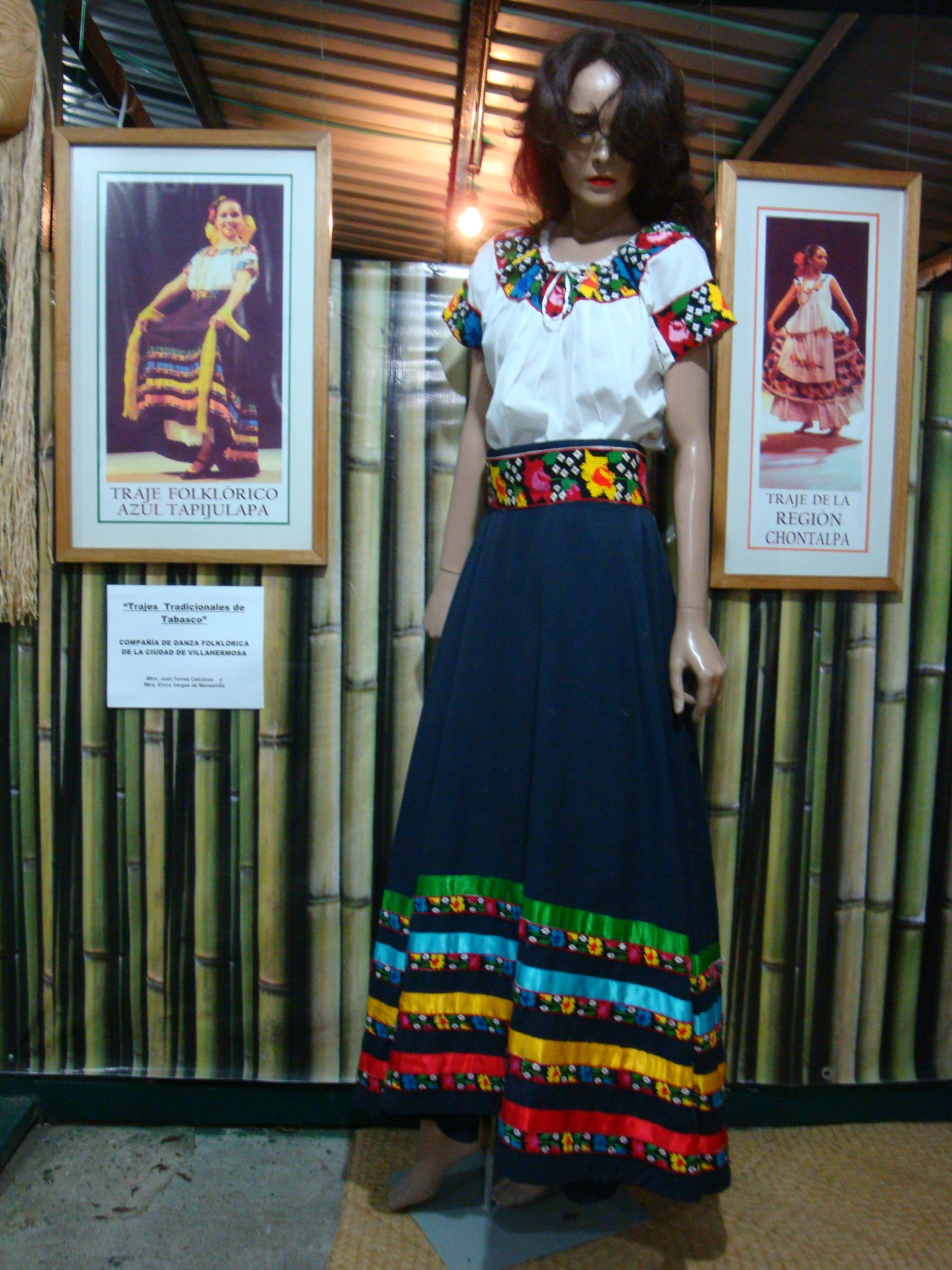
Traje regional de media gala

#### Traje regional de media gala
Consta de una blusa blanca de cuello ovalado hasta los hombros, lleva en los bordes de escote y mangas una tira bordada en punto de cruz con motivos florales colores alegres sobre fondo oscuro. La falda color azul, es amplia y terminada en olán muy plegado; en la parte inferior se destacan o notan cuatro cintas de colores (rojo, verde, amarillo y azul) cuyo significado hace tributo a las cuatro regiones que dividen al estado; azul: región de los ríos, rojo: región del centro, verde: región de la sierra, y amarillo: región de la Chontalpa. Se usan, como accesorios del vestuario, un paliacate o pañuelo rojo colgado de la cintura; un rebozo de color vivo en combinación con el de la falda; zapatos negros, cerrados, de tacón bajo. El peinado es recogido hacia atrás formando un turux (chongo) adornado por un lado con dos flores de tulipán una roja y la otra en color amarillo, y por el otro, con cuatro peinetas de los colores de las regiones.

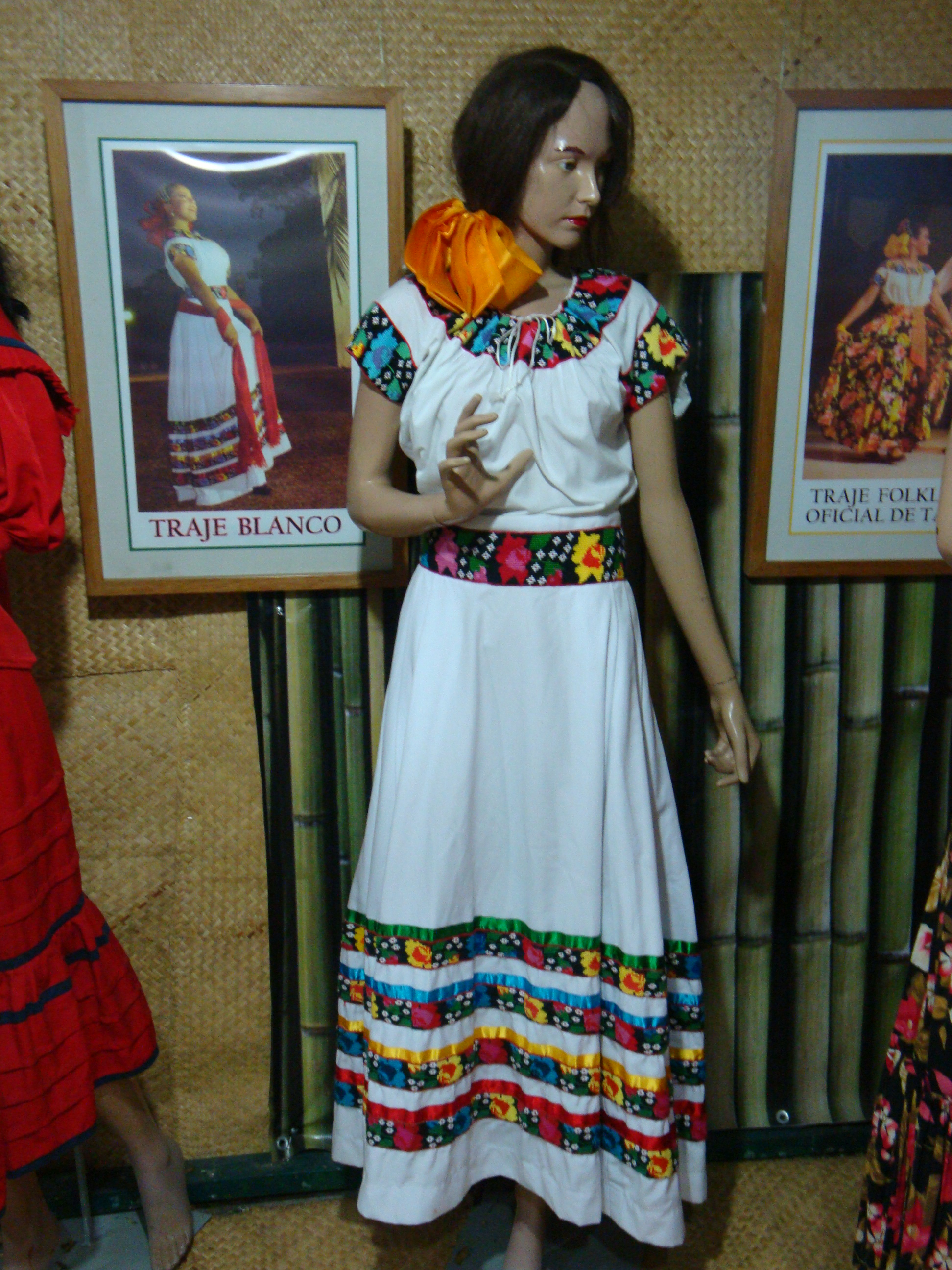
Traje regional de gala

#### Traje regional de gala
Consta de una blusa blanca de cuello ovalado hasta los hombros, lleva en los bordes de escote y mangas una tira bordada en punto de cruz con motivos florales colores alegres sobre fondo oscuro. La falda color blanco, es amplia y terminada en olán muy plegado; en la parte inferior se destacan o notan cuatro tiras con flores bordadas con cintas de colores (rojo, verde, amarillo y azul) cuyo significado hace tributo a las cuatro regiones que dividen al estado; azul: región de los ríos, rojo: región del centro, verde: región de la sierra, y amarillo: región de la Chontalpa. Se usan, como accesorios del vestuario, un paliacate o pañuelo rojo colgado de la cintura; un rebozo de color vivo en combinación con el de la falda; zapatos negros, cerrados, de tacón bajo. El peinado es recogido hacia atrás formando un turux (chongo) adornado por un lado con dos flores de tulipán una roja y la otra en color amarillo, y por el otro, con cuatro peinetas de los colores de las regiones.

### Trajes tradicionales

#### Traje comunitario de Nacajuca
El traje comunitario de Nacajuca, consta de falda y blusa de manta de color roja. La blusa se lleva por fuera y es de cuello amplio, con hombreras con vivos azules y mangas amplias y con pliegues a la altura de los codos y con remate ajustado. La blusa lleva al frente un triángulo invertido formado por cintas de color azul. La falda es larga con pliegues y lleva tres cintas de color azul, dos de ellas abajo de la rodilla y una más en el remate de la falda. Se usan como accesorios, un reboso color rojo amarrado a la cintura, moño rojo en el cabello y zapatos negros cerrados de tacón bajo.

#### Traje tradicional de la Chontalpa
Lleva una blusa larga de manta, con cuello cuadrado, sin mangas que se coloca por fuera de la falda, es ajustada de la parte de arriba y suelta en la parte inferior con pliegues, en la parte superior está adornada con motivos florales bordados al frente. Debajo de la blusa, sale un mandil color blanco de manta con motivos florales bordados, el cual cubre parte de la falda. La falda es estampada con flores multicolores en fondo color rosa mexicano y consta de dos capas rematadas cada una con olán color blanco. Debajo de la falda lleva un refajo color blanco ligeramente más largo que la falda. Como accesorios, se usa un moño color rojo en el cabello y peinetas.

#### Traje tradicional de la región de La Sierra
Consta de una blusa blanca de cuello ovalado hasta los hombros, lleva en los bordes de escote y mangas una tira bordada en punto de cruz con motivos florales colores alegres sobre fondo oscuro. La falda es larga, ajustada y con estampado de flores multicolores en fondo color negro, tiene varias capas rematada cada una con una cinta de color rojo. Como accesorios, se usa un moño color rojo en el cabello y dos flores de tulipán.

#### Traje tradicional de la región de Los Ríos
Se compone de blusa y falda de satín color blanca con cintas de color roja. La blusa es de cuello redondo con encaje y un pasalistón con una cinta roja intercalada, y mangas largas o de tres cuartos de puños recogidos y con cintas de color roja. La falda es de tres capas, cada una rematada con encajes y pasalistón con cintas rojas intercaladas en el encaje. Se usan como accesorios, un cinturón ancho de tela color rojo amarrado a la cintura, moño rojo en el cabello y zapatos negros cerrados de tacón bajo.

#### Traje tradicional de Tamulté de las Sabanas
El traje de Tamulté de las Sabanas, llamado pik, consta de blusa color blanca de cuello ovalado hasta los hombros, lleva en los bordes de escote y mangas una tira bordada en punto de cruz con motivos florales colores alegres sobre fondo oscuro. La falda es larga y puede ser en color naranja o verde limón, y es consta de tres capas sobrepuestas, al inicio de cada capa lleva una olán color azul, y cada capa está rematada con un olán del mismo color que la falda. Se usan como accesorios, un paliacate extendido color rojo sujetado al hombro, moño del color de la falda en el cabello y zapatos negros cerrados de tacón bajo.
| Trajes tradicionales del estado de Tabasco  |                                                |                                            |                                                             |
|                                             |                                                |                                            |                                                             |
| Traje comunitario del municipio de Nacajuca | Traje tradicional de la región de la Chontalpa | Traje tradicional de la región de Los Ríos | El pik, traje tradicional de Tamulté de las Sabanas, Centro |

## Bailables y danzas

### El Zapateo

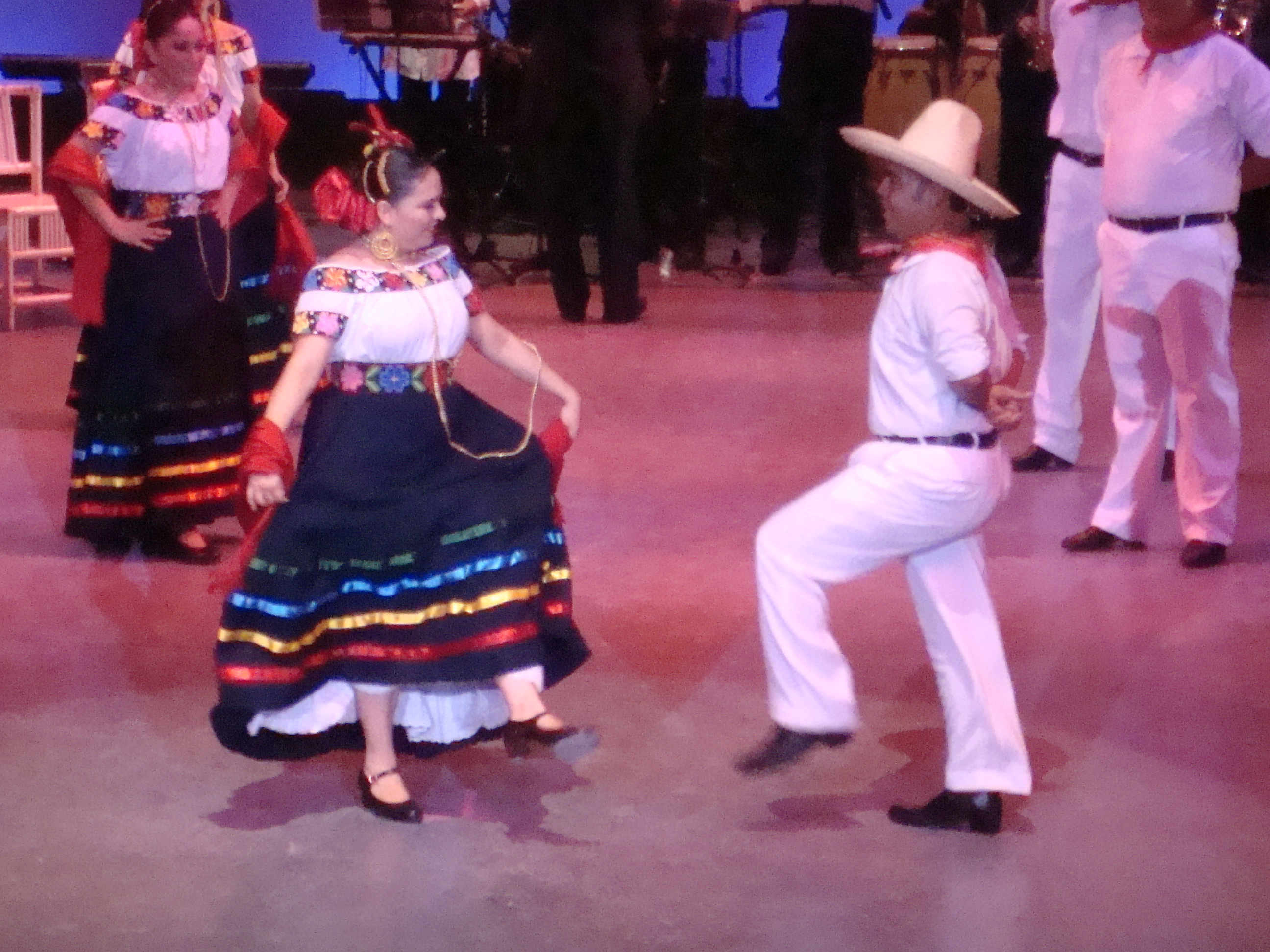
Zapateo tabasqueño

El baile tabasqueño por excelencia es el zapateo, el cual surgió desde el tiempo de la conquista, cuando un soldado de las huestes de Hernán Cortés, de apellido Ortiz, tocaba seguidillas andaluzas; de esta música española surgió el fandango, música mestiza que en Tabasco se nombró fandanguillo y que dio origen al zapateo tabasqueño.
Los primeros zapateos se tocaban durante la colonia; eran interpretados por pequeñas orquestas, integradas por violín, una guitarra y una jarana. Más tarde se incluiría redoblante, clarinete, pistón helicón y bombo; luego el poeta popular Manuel Burelo empezó a ponerles letra, más tarde son las bandas de música, los tamborileros y las marimbas los que interpretan los primeros sones y zapateos como el Toro, el Asistoy, la Tutupana el Tigre, la Caña Brava, etc. Éstos, con el transcurrir del tiempo, se han acumulado y en la actualidad son innumerables, ya que cada región y municipio han sido muy productivos en zapateos. Uno de los autores de zapateados más destacados fue Manuel Laureano Torres Hernández (quien luego fuera Manuel Laureano Arrázola Hernández), más conocido como el Choco Tabasqueño, quien es también autor de picarescas rimas y versos galanos.
En el transcurso del baile del zapateo se dicen las bombas, que son versos cortos dirigidos por el galán a la bailadora; pueden ser de reproche amoroso, galantería o desaire; ella contesta el reto con igual tono.

### Danzas típicas
Una de las riquezas más grandes de Tabasco, lo constituyen sus distintas maneras en que su gente expresa su sentir, a través de sus tradiciones, ceremonias y bailes. Dichas costumbres difieren casi totalmente a las de otras regiones, por varias razones como son el clima, la peculiaridad del territorio (con muchos ríos y pantanos), la distancia y aislamiento con respecto al resto del país, con lo que la influencia recibida de las costumbres de otros lugares no fue muy fuerte.
Con ello, Tabasco posee una serie de tradiciones bellas y llenas de encanto especial, sus bailes, por ejemplo muestran en mucho las diferencias antes mencionadas Algunas de las danzas más importantes son:

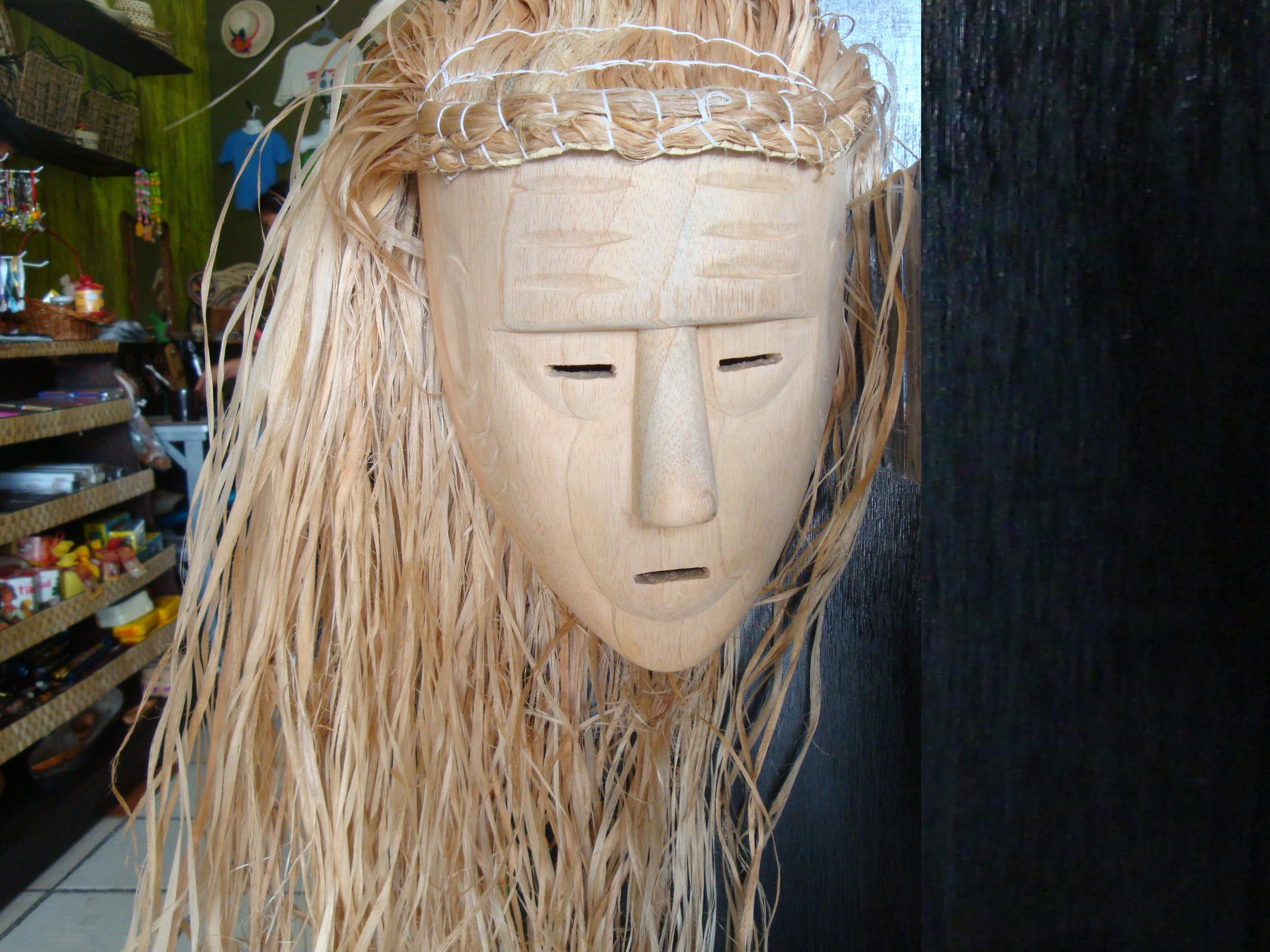
Máscara de madera con cabellera de "jolocin", utilizada durante la danza del Baila viejo.

#### Danza del baila viejo
La danza del baila viejo se baila en las comunidades de Nacajuca. Esta danza se representa en la víspera de las fiestas patronales el 24 de julio en la comunidad chontal de Tucta, en honor del señor Santiago Apóstol; el 25 de diciembre, en Guaytalpa, celebrando la Santísima Natividad: el 14 de agosto en Tecoluta, para la virgen de la Asunción y el 13 de diciembre en Mazateupa para Santa Lucía.
Los danzantes, dos o cuatro bailan descalzos y portan sobre la cabeza máscaras con rasgos que semejan ancianos y ancianas; están talladas en madera de cedro y llevan largas cabelleras de "jolocin". Anteriormente las danzas se bailaban en la mayoría de las comunidades de Nacajuca, precediendo a las oraciones en pro de la cría de animales domésticos, en agradecimiento por las buenas cosechas o bien para conjurar plagas y epidemias.
La danza comienza a las ocho de la noche, después del rosario y se baila toda la noche acompañado de la música de tambor y flauta de carrizo. La música del baila viejo se compone de varios sones; a cada uno de ellos los danzantes bailan en círculos rutinariamente emitiendo a intervalos fuertes gritos. La tradición señala que antiguamente Baila viejo se representaba al inicio de la siembra y al principio de la cosecha. En la danza solo podían participar jóvenes no iniciados en la vida sexual.

#### Danza de los blanquitos
La danza de los blanquitos muy probablemente fue introducida a Tenosique entre los años 1880-1890 por un personaje de la raza negra de nombre José Pérez; esta raza representa una particular forma de protestar ante la represión de que fueron objeto los esclavos negros en el difícil trabajo de talar las selvas para extraer las maderas preciosas y chicles del árbol de Chicozapote.

#### Danza del caballito

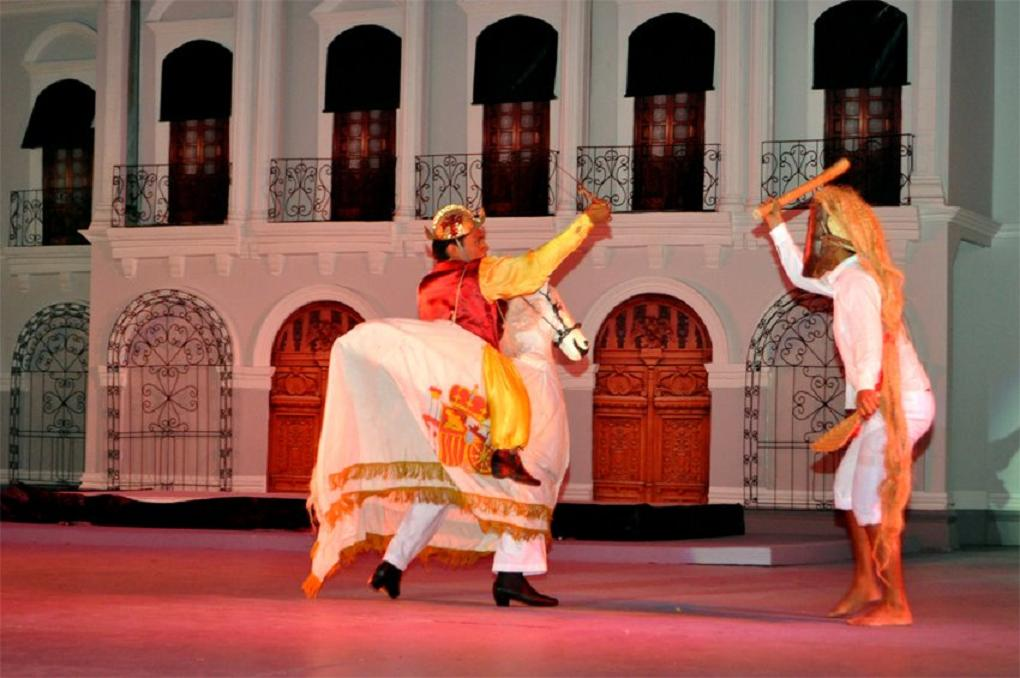
Danza del Caballito blanco

En esta danza chontal se realiza principalmente en la comunidad de Tamulté de las Sabanas, municipio de Centro, y representa al impacto que tuvo el indígena al conocer el caballo los cuales pensaban que jinete y caballo eran lo mismo, la danza comienza a la salida de la casa de la familia que van a ofrecer sus promesas a San Fransico de Asís, caminan hasta la iglesia en peregrinación saliendo primero el promesero, le siguen los danzantes se quedan en el atrio. Terminan la danza y van a la siguiente casa y así sucesivamente todo el día.
En esta danza chontal de tipo guerrera o de conquista donde los danzantes ofrecen sus ofrendas que se componen generalmente de frutas, flores, velas y palias bordadas para el altar o parta el caballito, anteriormente era la música de pito y tambor la que acompañaba a esta danza ahora es una banda de música de viento que ejecuta los sones a bailar.

#### Danza del caballo y el gigante
Esta danza se realiza en la comunidad de Tecoluta, municipio de Nacajuca. En ella se representa al gigante Goliat, quien va ataviado con ropa de diario y máscara tallada en madera de cedro, policromada y con cabellera de "jolochin", y el Apóstol Santiago, quien va dentro de un caballo, ataviado con ropa de diario.
Los danzantes y los ofrecedores recogen las ofrendas preparadas previamente en los diferentes hogares, ejecutando la danza frente a los altares de cada casa, se llevan después las ofrendas a la puerta de las iglesias y los ofrecedores, los danzantes y los acompañantes, dan una vuelta al templo. Solamente los ofrecedores y los patrones se encargan de introducir las ofrendas a la iglesia y las dejan depositadas ahí mismos. Los danzantes y los tamborileros permanecen fuera del templo esta danza se remonta a la época inmediatamente posterior a la conquista, cuando los religiosos españoles utilizando los ritos y las ceremonias que los propios indígenas realizaban para celebrar a sus dioses, las transforman imprimiéndoles el sentido de la religión católica, creado, así, junto con las culturas indígenas, un sincretismo cultural con los fines de evangelización.

#### Danza de David y Goliat

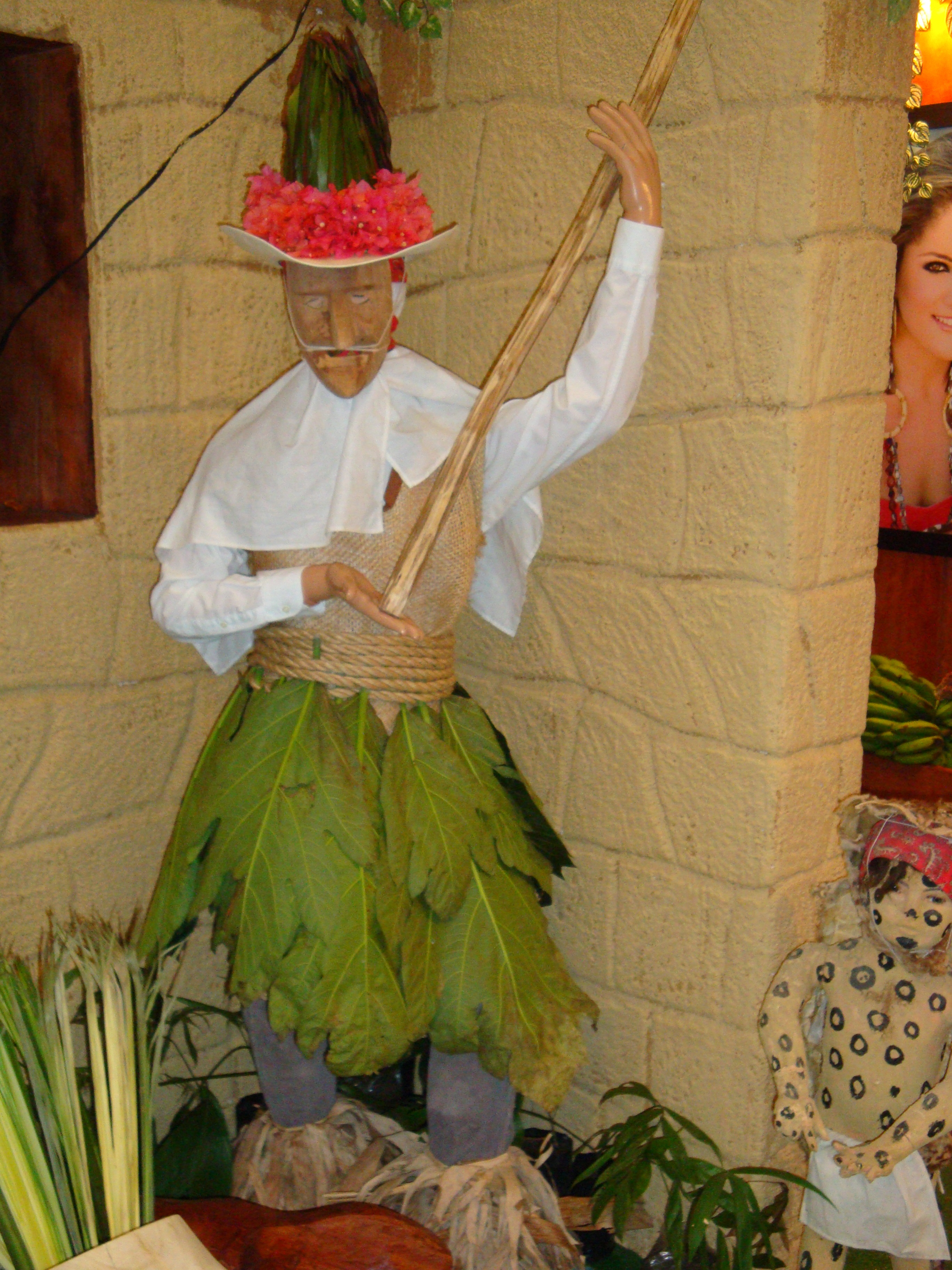
Indumentaria de los "cojóes" durante la Danza del Pochó

Esta danza se baila en la población de Culico, en el municipio de Cunduacán, y es una representación del pasaje bíblico donde narra la lucha que sostuvo el joven hebreo David, en contra del gigante Goliat. Esta representación y danza contiene elementos del sincretismo cultural que mezclan lo europeo y lo indígena ya que Culico, es un poblado antiguo de ascendencia náhuatl.
Los personajes son: San Miguel Arcángel, con pantaloncillo guinda, paliacates amarrados en la cintura y en la mano izquierda, en la mano derecha un machete de madera, zapatos negros cascabeles en ambos lados del tobillo y máscara de madera con cabellera de "jolochin"; finalmente, el último personaje es El Capitán, quien lleva un pantalón y camisa de mantas, chaleco negro paliacate amarrado en la cintura, en el cuello en la mano izquierda; en la mano derecha lleva una lanza; máscara de madera con cabellera de "jolochin", zapatos negros, cascabeles en ambos lados del tobillo, y porta en la espalda una cabeza de lagarto que simboliza el mal o a Lucifer.

#### Danza del Pochó
El Pochó, según se ha dicho, es un juego carnavalesco, es una danza que se ejecuta durante el Carnaval de Tenosique, y consiste en una serie de danzas y otras ceremonias, ejecutadas al compás de una música melodiosa y triste, producida por un pito —flauta hecha con una caña de carrizo— acompañado por un tambor. El pito es siempre tocado por un anciano conocedor de todas las partes de la complicada música, que tiene que ejecutar durante la representación, generalmente es un artista en su papel. El tambor está a cargo de una persona que conozca el acompañamiento, la cual se encuentra más fácilmente.
Toman parte en la diversión tres clases de personajes: pochoveras, cojoes y tigres. El número de ellos varía de quince a cincuenta, y recorres las principales calles de la ciudad.

#### Danza de la pesca de la sardina

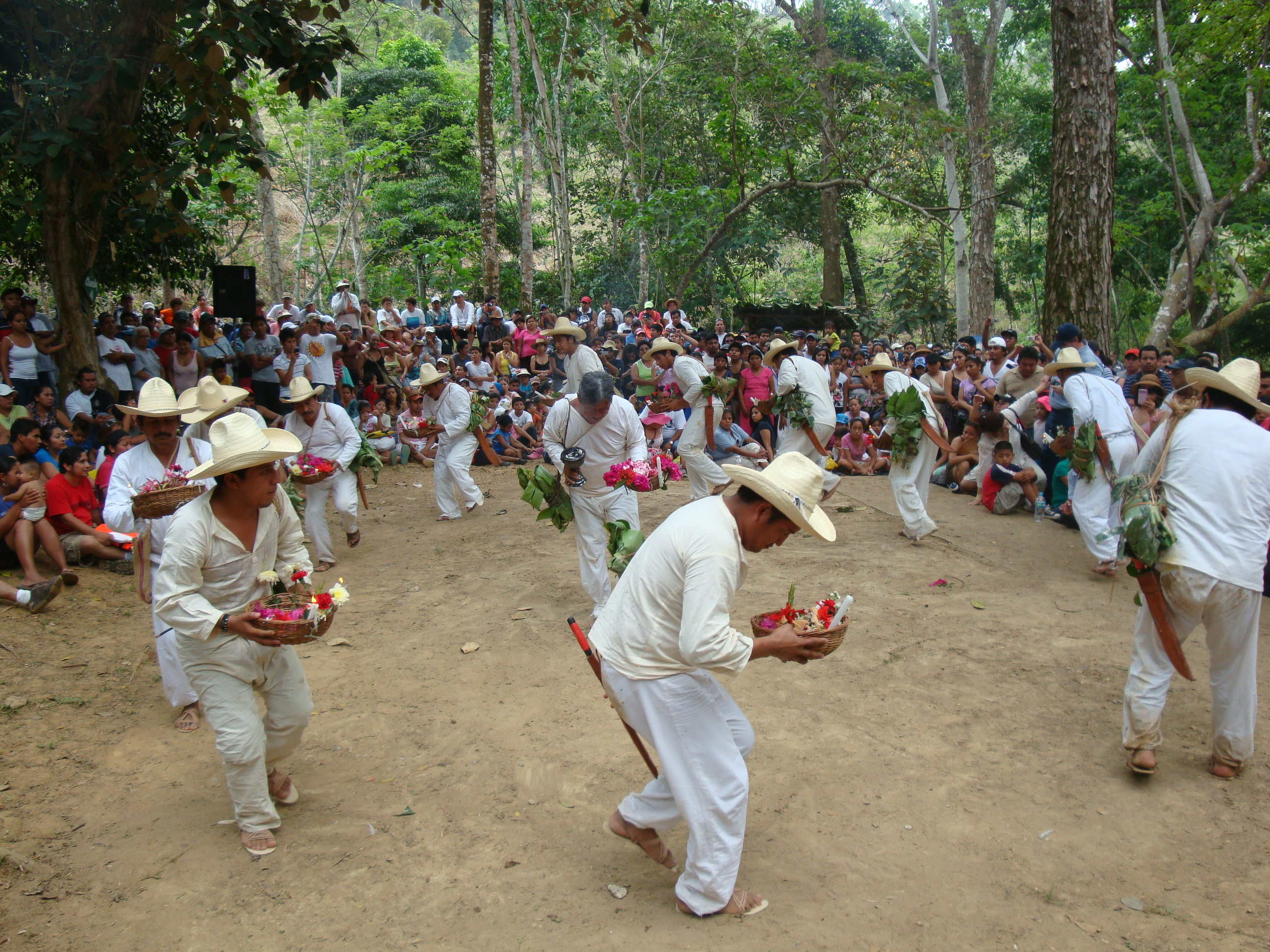
Danza de La pesca de la sardina

Esta fiesta de antecedentes prehispánicos es llevada a cabo en la cueva "del viejo" que se encuentra en la comunidad de Villaluz, Tapijulapa, municipio de Tacotalpa. Comienza con las "rayada" de la cueza en los arroyos que se encuentran cerca de la cueva (arroyos de Azufre), allí preparan las maletas de "barbasco" con cal que envuelven en hojas de "tanay" y las que llevan a la entrada de la cueva colgadas del hombro.
Los jóvenes sostienen justo con un canasto lleno de flores, una vela amarrada en él; cuando el mayordomo así lo ordena comienza la ceremonia del pedimento de la sardina, la flauta toca una música lánguida que da pie y entrada a los danzantes que son guiados por un anciano o mayordomo, el cual se coloca al centro del círculo que llegan a formar los danzantes estos se sientan cuando él se hinca y pide en lengua indígena, "al abuelo" de la cueva una buena pesca, después del pedimento, se ejecuta la danza y los danzantes la finalizan al llegar a la entrada de la cueva y tirar la ofrenda de flores que traen en el canasto, después entran en la cueva bajando hasta los vertientes de agua de azufre formados dentro de la cueva y suben hasta la cuenca para tirar la cueza que dormirá a los peces, los cuales bajaran drogados y serán presa fácil de cualquiera que tenga canasto.

## Música

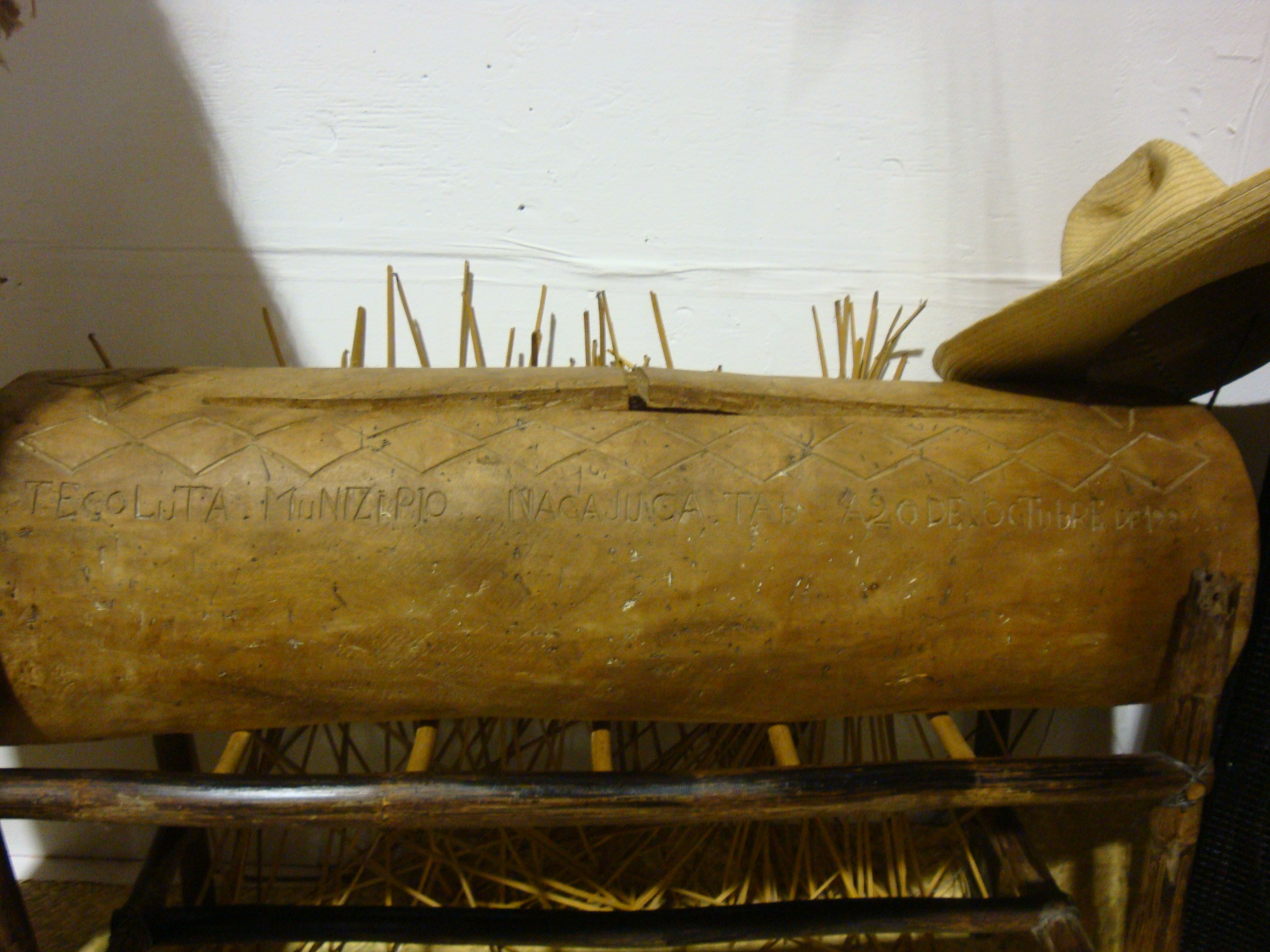
El tunkul es el instrumento musical más antiguo que se conoce usado por los mayas chontales de Tabasco.

Las manifestaciones musicales de Tabasco se remontan a las civilizaciones olmecas, mayas, mexicas y nahuas; los instrumentos musicales fueron de percusión y de viento; entre los primeros mencionaremos los tambores y las conchas de tortuga; entre los segundos destacaremos los caracoles, los silbatos y las flautas de carrizo (pitos) y de barro.
No hubo forma de conservar la música autóctona de Tabasco, ya que se perdió por la influencia que sobre los habitantes de lo que ahora es Tabasco, ejerció la música europea que inconscientemente fueron adoptando. Siendo la chontal la principal etnia perteneciente al grupo mayense asentado en Tabasco, podemos apreciar que heredaron la forma de hacer música de sus antepasados; gracias a los importantes datos que se han podido reconstruir históricamente sobre la música maya, así como la existencia de algunos de los instrumentos musicales que lograron sobrevivir a la influencia de los conquistadores.

### Instrumentos musicales
Los instrumentos musicales de los chontales se dividen en dos grandes grupos: instrumentos de percusión y los de viento.

#### Instrumentos de percusión
Los instrumentos musicales de percusión son aquellos en los que el sonido se genera por la vibración que causa la propia percusión, o sea el golpe que recibe el instrumento. Los instrumentos que utilizan los músicos indígenas de Tabasco son el tunkul, los tambores, las conchas de tortuga, los chinchines y las sonajas.

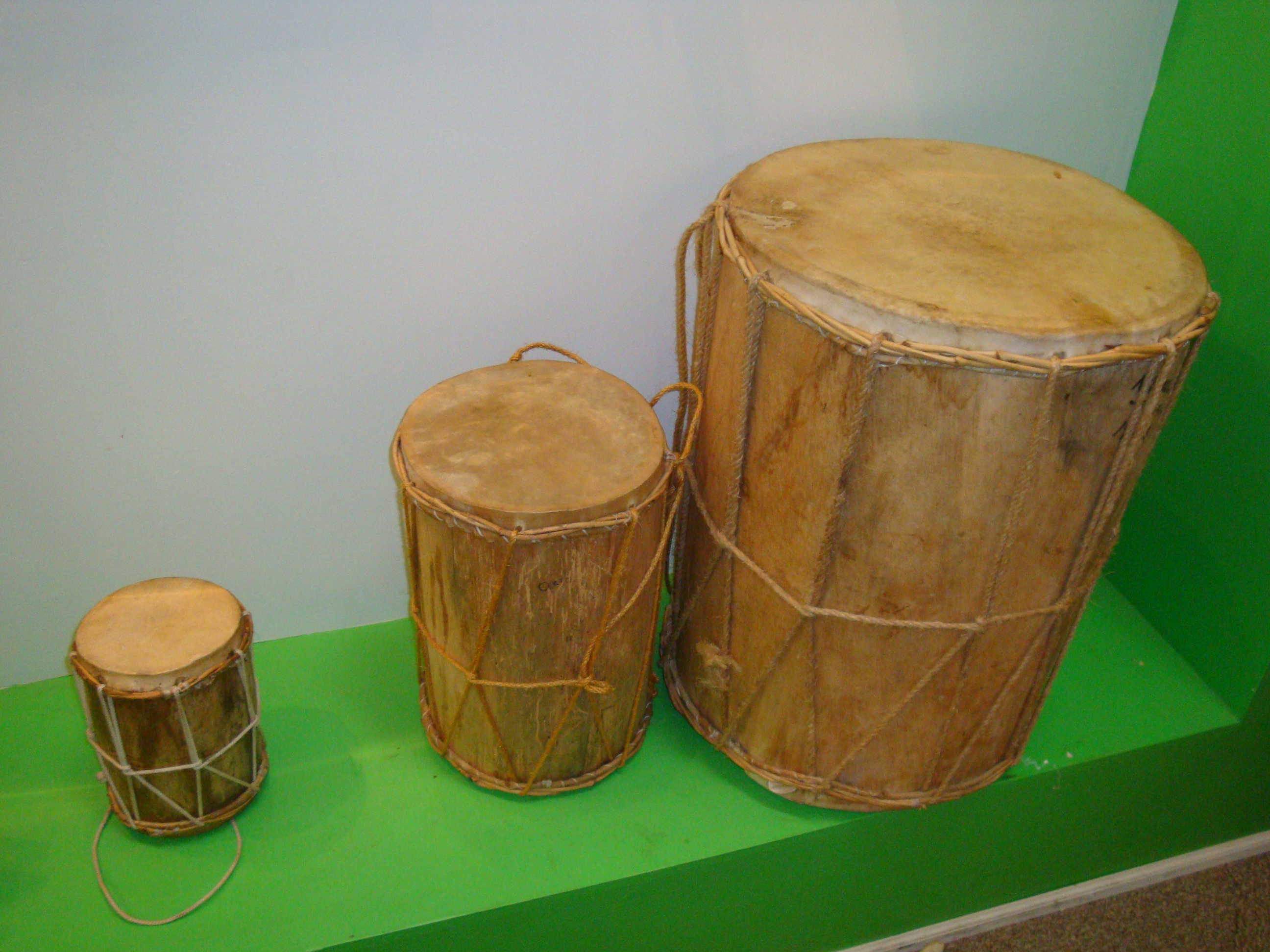
Tambores utilizados por los Tamborileros de Tabasco. De derecha a izquierda: el mayor o macho, el menor o hembra, y un requinto, más pequeño, para sonidos agudos.

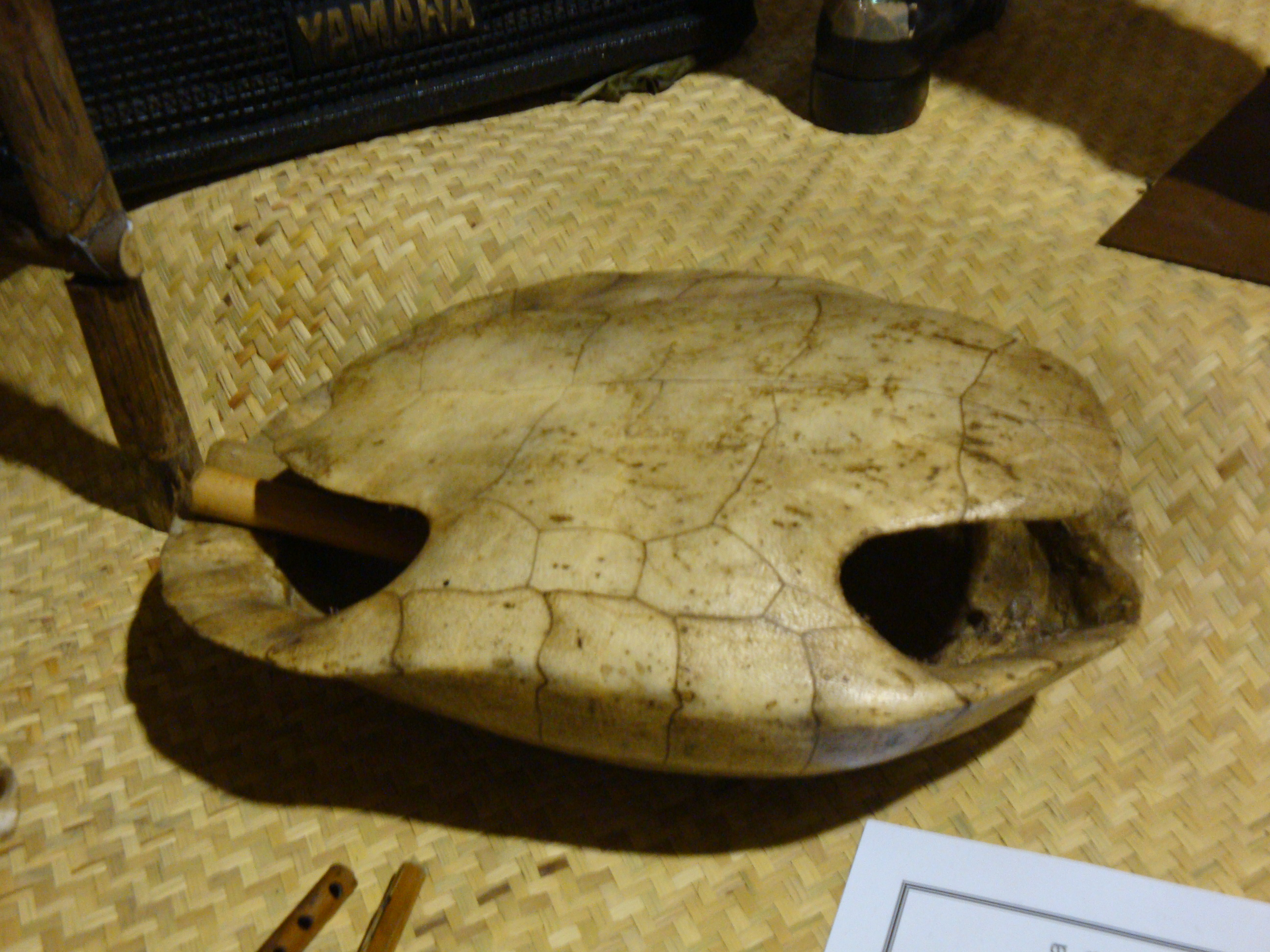
Caparazón de tortuga, el cual era usado como instrumento musical al ser golpeado con un asta de venado o con un palo.

- Tunkul.— Llamado así por los maya chontales, es un instrumento musical formado por un tronco ahuecado longitudinalmente, con dos lengüetas en la parte superior, una más corta que la otra, que al percutirse emiten diferentes sonidos.[8] El tunkul se percute o golpea con una baqueta larga o provista de hule en un extremo que inmediatamente produce un sonido sordo y profundo. Esta pieza ancestral fue utilizada según algunos historiadores como instrumento de guerra por los maya chontales. En la actualidad, este instrumento musical solo se utiliza durante las celebraciones religiosas, especialmente durante la ceremonia de la danza del Baila Viejo.
- Tambor.— Principal instrumento de percusión de los tamborileros de Tabasco. Está elaborado a base de troncos huecos (cedro, macuilis, piche, aguacate, mulato o palomillo), con base de cuero de venado en cada costado. Ese cuero se sujeta por medio de un bastidor que se ata con cuerdas, dispuestas en forma tal que permiten afinar el instrumento. Se clasifican en dos tipos: los mayores (o machos) y los menores (también conocidos como hembras).[8]
- Conchas de tortuga.— Principalmente caparazones de hicotea, se golpean con un asta de venado y se utiliza para interpretar danzas.[8]
- Sonajas.— Son instrumentos hechos de calabazos, fijados a un palo con cera o goma de copal y relleno con sus propias semillas o con pequeñas piedras de río.
- Chinchines.— Son bushes pequeños (frutos de planta rastrera cucurbitácea, que produce unos guajitos pequeñines y alargados, con pescuecillos rectos o curvos y un abultamiento ventrudo). También se le conoce como bumpo.

#### Instrumentos de viento
Los instrumentos llamados de aliento o de viento utilizados en la música tradicional tabasqueña son:
- Caracol marino.— KEl que se usa aún en algunas melodías es el caracol marino, que en la antigüedad tenía la misión de anunciar los inicios de una guerra, para llamar a los habitantes del lugar a una reunión, etc. El sonido varía según el tamaño del caracol y la intensidad con que sopla quien lo toca.[8]
- Flauta.— Otro de los instrumentos más conocidos es la flauta, que antiguamente se elaboraban de hueso, barro y carrizo. Las que actualmente conocemos y están en uso son las de carrizo, que se pueden encontrar de dos tipos. Las de boquilla de pluma, fijadas con cera o las de dulce o pico. Las diferencias de ambas es la cantidad de agujeros que poseen además de que la primera es usada en danzas como la danza del pochó, es decir provoca una música melancólica, en cambio la segunda es de sonido alegre y propia para danzas como la de pájaros.[8]

"...ella es pájaro vegetal, humilde caña en la que el soplo humano es capaz de fascinantes cristalerías. Aire con agua de todo sentimiento. El tambor es el tronco incendiado y el aire hueco resuena a golpes de manos duras de madera envuelta. La flauta pájaro y el tambor felino. La música y el ruido. El ave sobre todo el mar."
Carlos Pellicer Cámara

### Tamborileros
De la unión de la flauta y tambores nació la tradicional música indígena, interpretada por los grupos de tamborileros de Tabasco, conjuntos musicales autóctonos típicos del estado, conformado por un número indefinido de integrantes, los cuales ejecutan dos tipos de instrumento uno de viento: flauta de carrizo y uno de percusión: tambores hechos de madera de cedro, con parche de piel de venado sujetado con bastidor de bejuco y tensado con henequén origenalmente, el cual se ha trasformado y modificado en algunas regiones del estado.

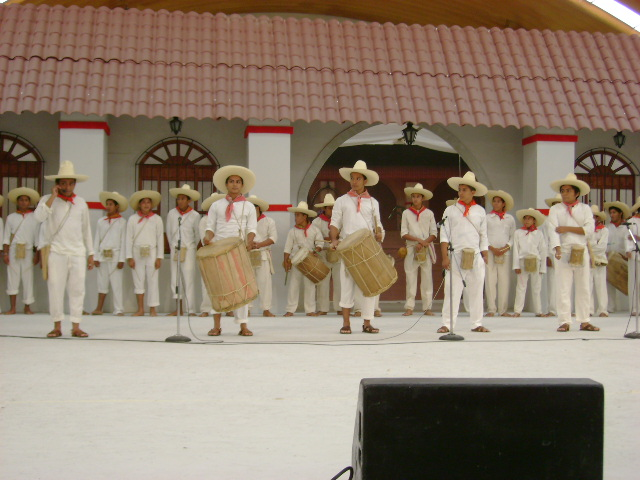
Los tamborileros, símbolo de Tabasco.

Los orígenes de los tamborileros, son en la época de la conquista española, cuando como esclavos llegaron a Tabasco personas de raza africana los cuales trajeron con ellos, sus costumbres y danzas interpretadas al sonido del tambor, en la región chontal, y principalmente en el municipio de Nacajuca, ya existía la flauta de carrizo o pito (como también se le conoce), pero era acompañado con instrumentos de percusión, como el tunkul un tronco hueco el cual se golpea con baquetas, conchas de tortuga.
Para interpretar las melodías, los tamborileros utilizan dos tipos de tambores: el tambor grave, llamado también macho o maeshtoson, este tambor es el más grande y ofrece una tonalidad grave, es el que marca el compás de la música, y está fabricado de un tronco, el cual se escarba hasta obtener las dimensiones necesarias.
El otro tambor utilizado es el tambor requinto llamado también hembra o chojoben, es el tambor más pequeño que se utiliza este lleva el acompañamiento de la melodía, generalmente de aproximadamente 20 cm de largo y 10 cm de diámetro, es el sonido más agudo, su fabricación es originalmente de madera de cedro. A finales del siglo XX, surgió un tipo de requinto muy pequeño, el cual es de aproximadamente 12 cm de largo y 8 cm de diámetro, hecho con madera de cedro, el cual modificó la música de los tamborileros, ya que su sonido mucho más agudo, resaltaba con mejor calidad la ejecución del tambor grave.
Completan los instrumentos, la flauta de carrizo, que se pueden encontrar de dos tipos: la flauta chul de los mayas, conocida también como de boquilla de pluma, fijada con cera, y la flauta pitu de los chontales, llamada también flauta de pico. Las diferencias de ambas es la cantidad de agujeros que poseen además de que la primera es usada en danzas como la Danza del Pochó, es decir provoca una música melancólica, en cambio la segunda es de sonido alegre y propia para danzas como la Danza de los pájaros.
Las melodías que son interpretadas por los tamborileros de Tabasco van desde las danzas tradicionales tabasqueñas, los sones, música tropical, salsa, cumbia y desde luego, el zapateo que es el baile tradicional de Tabasco.

### Marimba

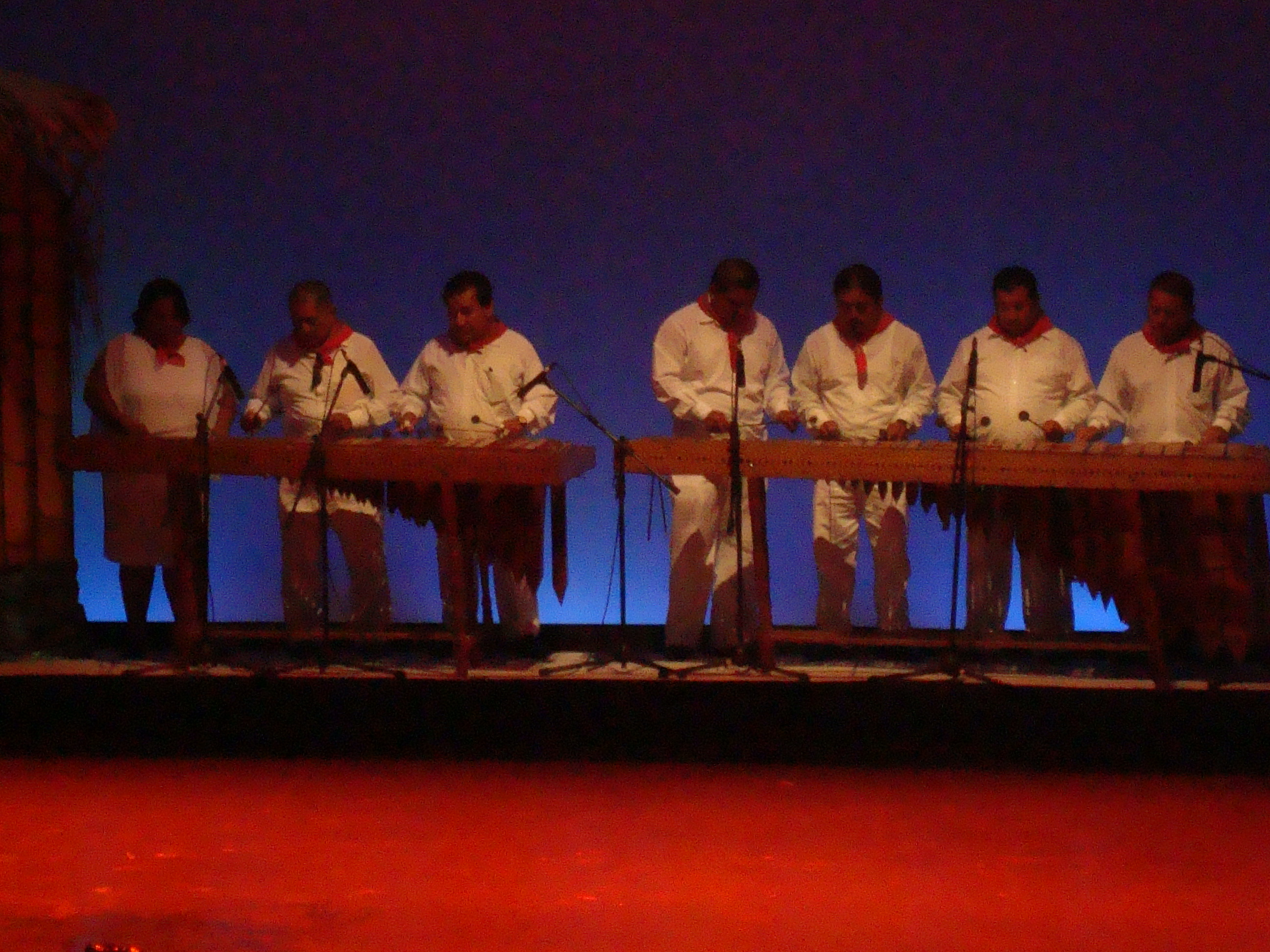
Marimba tradicional tabasqueña

La marimba tradicional tiene su origen en Tabasco, Chiapas y Guatemala, y proviene de instrumentos que introdujeron los esclavos negros en la época de la conquista, aunque es difícil definir su origen, debido a que las tradiciones de los tres lugares están muy entremezcladas. En esencia, difiere un poco de la marimba de concierto en la afinación, que en general no es tan precisa; además de que el aspecto exterior es ornamentado con madera solamente y los resonadores que terminan en forma de prisma, tienen un pedazo de caucho que vibra cuando se percuten las teclas. Su tesitura y dimensión es muy variable.
En Tabasco, la marimba tuvo su origen en la zona del municipio de Balancán, cuando algunos esclavos negros que huían de los españoles, se refugiaron en esa región. En la aldea de Mactun, los mayas y los negros construyeron las primeras marimbas de Tabasco. En los siglos XIX y XX se crearon grupos de marimbas, y su tradición se desarrolló paralelamente a la de las bandas militares.
Desde entonces, la marimba ha formado parte importante de la música tradicional de Tabasco, y es parte esencial del zapateo, el baile tradicional de Tabasco. La gran mayoría de la música tabasqueña, es acompañada con las notas de la marimba, siendo las melodías más famosas: Mis Blancas Mariposas, Vamos a Tabasco, Mercado de Villahermosa, Amanecer de mi tierra, La caña brava, Tapijulapa, El hombre del sureste, Villahermosa y muchas más.
Los grupos de marimbas más reconocidos del estado son: Alma Tropical, Santa Cecilia, Rayito de Alba, Alegría y Sabor, Maya, Reina del Trópico, Diosa del Tepetitán, Primavera, Hermanos Flores, Hermanos Escalante, Lira del Sur, Perlas del Sureste, Maderas que Cantan, Hermanos Acosta, Onda del Usumacinta, Esmeralda, Blancas Mariposas, Linda Villahermosa, Brisa del Sureste, La Flor de Atasta, Marimba del Gobierno del Estado, Marimba del Municipio de Centro en MACTUN la estrella del sureste del maestro Domingo Avendaño, entre muchas otras.

## Artesanías

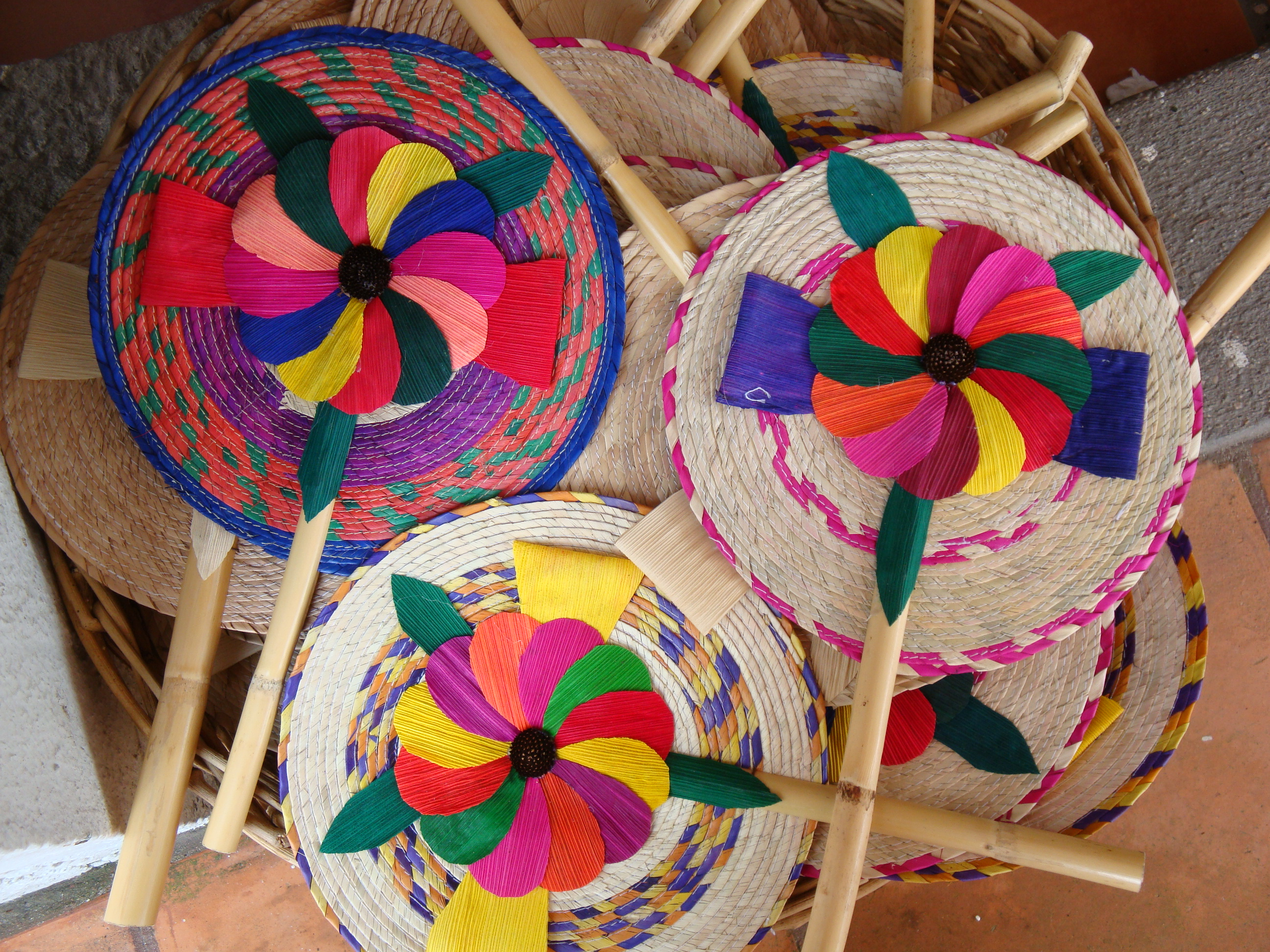
Abanicos tejidos; artesanía típica del municipio de Nacajuca.

La creatividad de los artesanos tabasqueños, da vida a diversos materiales y fibras vegetales de la región, así como a maderas y arcilla. Esta tradición artesanal, proviene de las culturas olmeca y maya, quienes se establecieron en el territorio que hoy es Tabasco y desarrollaron una rica tradición artesanal.
Esta larga tradición de cerámica, escultura, tejido y labrado se ha desarrollado con mucha intensidad, preservando la memoria histórica del arte decorativo tabasqueño.
Las artesanías que se elaboran en los municipios son las siguientes:
- Balancán: Artículos de piel, esculturas y grabados en madera.

- Cárdenas: Artículos de coco y madera labrada.

- Centla: Se elaboran con dientes y mandíbulas de tiburón, conchas, caracoles, estrellas de mar, etc. Se fabrican también objetos de madera, pieles y lirios acuáticos. Los artículos más producidos son cinturones, bolsos de mano, billeteras de piel.

- Centro: Se confeccionan zapatos, bolsas, cinturones y billeteras, entre otros de piel de lagarto, bovino y diversos animales de la fauna regional. También se elaboran figuras de cerámica rústica, utilitaria y decorativa, pintada a mano, así como aretes y collares de jícara.

- Comalcalco: Se elaboran objetos de cerámica, chocolates artesanales y piñatas.
- Cunduacán: Artículos de cerámica.

- Emiliano Zapata: Destacan los muebles rústicos de bejuco tejido en la villa Chablé; los empalillados y muebles de cedro y caoba, los comales de barro, escobas, canastos, yaguales, abanicos, artículos de piel y bozales tejidos de guano, de Jobal y Pochote.

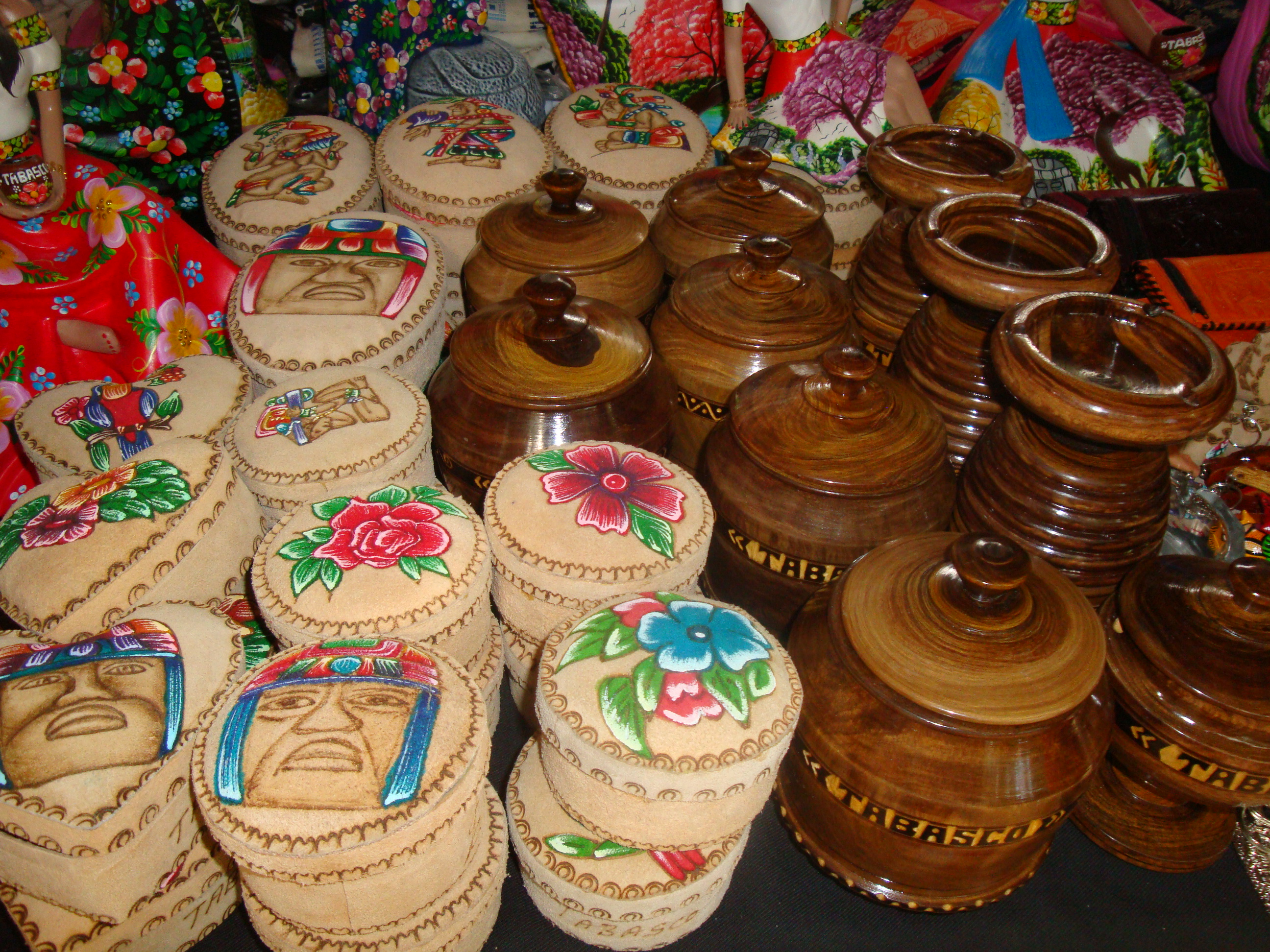
Artículos elaborados en cuero y madera, decorados con pirograbados y colores; artesanía del municipio de Centro.

- Huimanguillo: Se elaboran yaguales, cajitas y canastos hechos con palmas y bejucos. Comales y ollas de barro, así como piñatas y altares.

- Jalapa: Principalmente se tallan cayucos de madera en miniatura, figuras de barro, cinturones de piel y sillas para montar.

- Jalpa de Méndez: Se distingue por el labrado a mano de jícaras y la elaboración de diversos objetos de alfarería, cocos labrados, figurillas de corozo y hueso, talabartería y cerámica.

- Jonuta: Figuras talladas en madera, trabajos de talabartería, así como la elaboración de canastos y sombreros tejidos con bejucos de la región.

- Macuspana: Se fabrican figuras con barro: jarros, maceteros, comales y tinajas; y con guano: canastos y abanicos.

- Nacajuca: Las artesanías se elaboran principalmente en las comunidades chontales de Tapotzingo, Arroyo, Tecoluta, Tucta, Mazateupa y Taxco; una multitud de artículos de uso y ornato, como petates, sombreros, abanicos, escobas, canastos, cortinas, gorras, bolsos de mano, tiras bordadas, adornos diversos de guano y joloche pintado, máscaras de madera, cayucos en miniatura, así como también objetos de cerámica y barro, flautas y tambores de diversos tamaños.

- Paraíso: Figuras decorativas talladas en coco seco, figuras labradas en madera de cocotero, trabajos elaborados con conchas de mar, así como hamacas de hilos de seda.

- Tacotalpa: Desarrolla la elaboración de muebles y numerosos objetos de mimbre (matusay) y canastos de bejuco.

- Teapa: Se elaboran cestos o canastos de bejucos, capas de mantas con hule hevea y butacas de cuero; de la misma manera se tallan las maderas preciosas y se producen arcones, baúles y roperos, entre otros artículos.

- Tenosique: Se tallan máscaras de madera y se realizan figuras de joloche (hoja del elote), así como diversos artículos con pieles exóticas.

### Materiales utilizados
En casi todo el estado se utiliza la madera para fabricar figuras, cayucos, bateas y canaletes; en cerámica: apastes, comales, ollas, tinajas, cajetes, sahumerios, incenciarios y juguetería. Con fibras naturales de guano, jolotzín, cañita, carrizo, junco y bejuco se elaboran bolsos de mano, sombreros, petates, cojines, mecapales, lámparas, canastos y abanicos. Con joloche se fabrican figuras, flores y diversos adornos; estos trabajos ponen de manifiesto lo variado y valioso de la artesanía tabasqueña.
| Artesanías de Tabasco                                |                                         |                               |                                    |                                    |
|                                                      |                                         |                               |                                    |                                    |
| Jícaras labradas, Jalpa de Méndez                    | Cojínes de fibra de jacinto, Nacajuca   | Cerámica y figuras, Paraíso   | Muebles de Mimbre, Tacotalpa       | Chocolates, Comalcalco             |
|                                                      |                                         |                               |                                    |                                    |
| Figuras en madera y produtos de talabartería, Centla | Máscara, Nacajuca                       | Figuras de concha, Paraíso    | Figuras talladas en madera, Jonuta | Figuras en barro, Macuspana        |
|                                                      |                                         |                               |                                    |                                    |
| Floreros de fibra de jacinto, Nacajuca               | Collares de jícara, Municipio de Centro | Cerámica de barro, Comalcalco | Figuras de joloche, Tenosique      | Cayucos tallados en madera, Jalapa |

## tradiciones
Cimatán, Acalán y Xicalango fueron puntos de encuentro entre mercaderes de la ruta comercial de mayas y aztecas. En estos centros se organizaron verdaderas ferias, donde se intercambiaban diversos productos o eran vendidos a cambio de semillas de cacao, la moneda de esa época.
Durante la colonia, en los pueblos chontales, zoques y mestizos de Tabasco existían festividades dedicadas al santo patrono y a otros santos y fiestas, en las cuales, se alternaba lo comercial y lo religioso, y son organizadas por el patrón o mayordomo, elegido por el pueblo para realizar las actividades que le fueron encomendadas de acuerdo con las tradiciones y costumbres.
En la actualidad, estas fiestas patronales tradicionales, continúan realizándose en las comunidades y ciudades del estado. Cada municipio realiza su fiesta patronal, que por lo general se ha convertido en la feria municipal, mientras que en las comunidades rurales, estas festividades siguen realizándose conservando las costumbres antiguas.

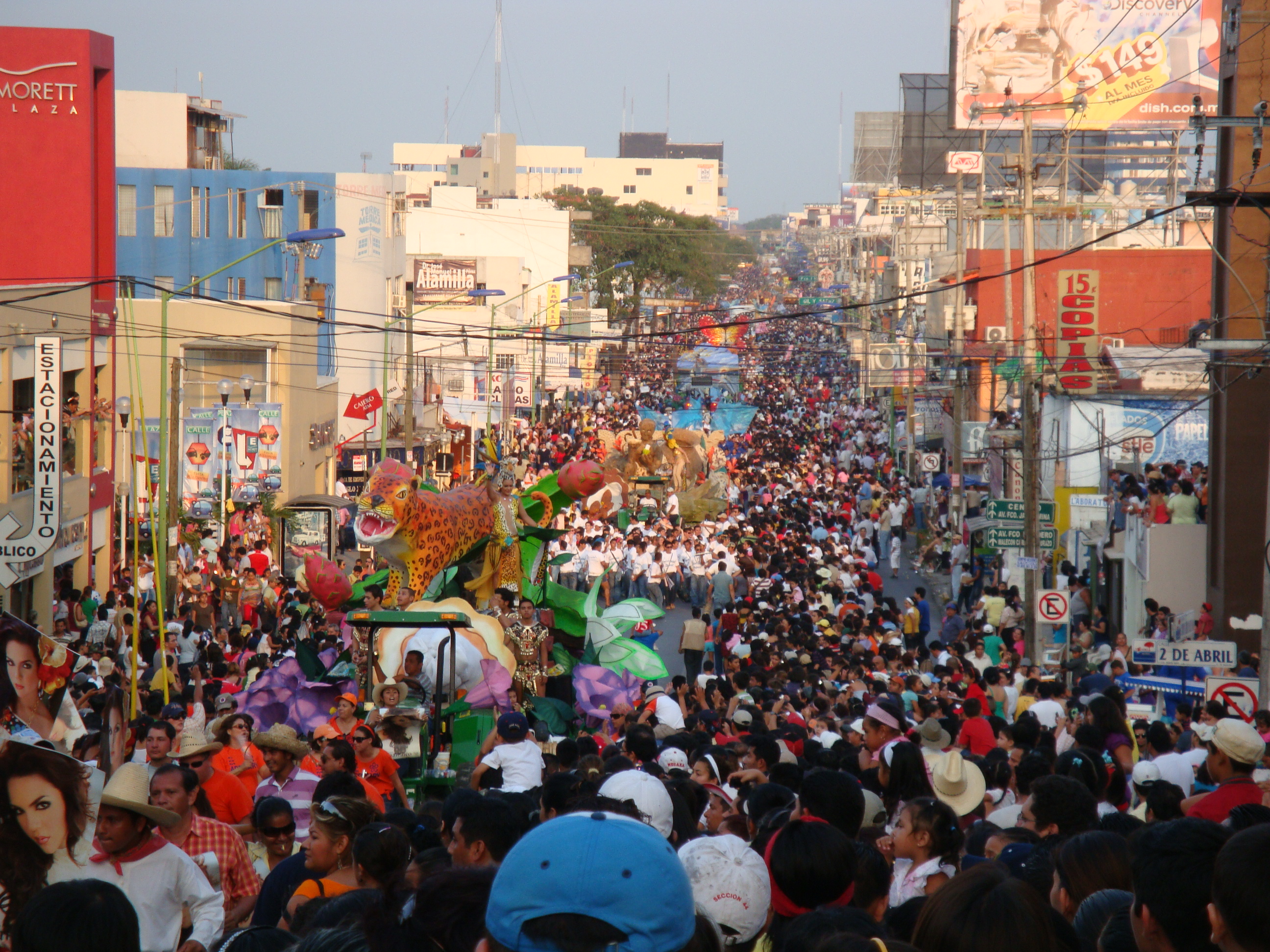
Desfile de carros alegóricos durante la Feria Tabasco.

### Feria Tabasco
La fiesta más importante del estado es la Feria Tabasco la cual se realiza entre los meses de abril y mayo. Los antecedentes de la feria datan de 1786 durante la época colonial, y fue instituida oficialmente en 1928 por el exgobernador Tomás Garrido Canabal.
Durante la feria, se celebra un desfile de carros alegóricos por las calles de Villahermosa, cada carro se adorna con motivos alusivos a los municipios y en ellos, la representante de cada municipio, llamadas embajadoras pasean por la ciudad ataviadas con trajes típicos. Lo mismo sucede sobre las aguas del Grijalva, donde se realiza el desfile de los barcos alegóricos igualmente adornados frente al malecón de Villahermosa.
Desde 1953 se realiza también, en conjunto con las exposiciones, el Baile de Embajadoras; en el cual las 17 embajadoras, representan a los municipios en una competencia por el título de Flor más bella de Tabasco.
La Feria Tabasco, tiene una duración de diez días y recibe en total dos millones de visitantes, lo que la coloca entre las tres más importantes del país. Aunado a esto, se tienen 25 días con eventos de Pre-feria entre los que destacan: presentación de embajadoras a los medios de comunicación, imposición de bandas a las embajadoras de los municipios, desfile de carros alegóricos y desfile de modas, eventos a los que acuden miles de personas.

### Carnaval de Tenosique
El mayor atractivo de la ciudad de Tenosique de Pino Suárez, lo constituye su carnaval, el cual es considerado «el más raro del mundo», ya que tiene raíces prehispánicas y es, sin duda, el más famoso del estado. Se realiza desde finales de enero hasta el miércoles de ceniza. Durante el primer día de la festividad, los habitantes se avientan harina y en los fines de semana siguientes, presencian la famosa Danza del Pochó. El Carnaval de Tenosique, atrae no solo a turistas de la capital del estado y municipios cercanos, sino también a personas de estados vecinos, quienes abarrotan los cuartos de los hoteles existentes en la ciudad.

### Fiestas populares
En muchísimas comunidades de todos los municipios del estado, se llevan a cabo festividades populares ya sea como fiestas patronales o como ferias regionales. En estas celebraciones se fusiona lo religioso con lo profano y siempre se acompañan con una feria popular: juegos mecánicos y de azar, puestos de mercancías, música y bailes. Las fiestas más importantes y representativas del estado son:
| Nombre                                                                  | Fecha                                  | Localidad                | Municipio       |
| ----------------------------------------------------------------------- | -------------------------------------- | ------------------------ | --------------- |
| Feria Municipal de Centla                                               | Del 26 de enero al 2 de febrero        | Frontera                 | Centla          |
| Carnaval de Tenosique                                                   | Del 26 de enero al Miércoles de Ceniza | Tenosique de Pino Suárez | Tenosique       |
| Fiesta de San Marcos y Feria Municipal de Paraíso                       | Del 17 al 25 de abril                  | Paraíso                  | Paraíso         |
| Fiesta de San Lázaro                                                    | Quinto viernes de Cuaresma             | Mazateupa                | Nacajuca        |
| Pesca de la Sardina Ciega                                               | Domingo de Ramos                       | Villa Luz, Tapijulapa    | Tacotalpa       |
| Fiesta del Santo Sepulcro                                               | Viernes Santo                          | Oxolotán                 | Tacotalpa       |
| Feria Tabasco                                                           | Primera quincena de abril              | Villahermosa             | Centro          |
| Fiesta de San Marcos                                                    | Del 17 al 25 de abril                  | Balancán de Domínguez    | Balancán        |
| Fiesta de San Antonio de Padua                                          | Del 6 al 13 de junio                   | Heroica Cárdenas         | Cárdenas        |
| Feria Municipal de Teapa                                                | Del 1 al 5 de mayo                     | Teapa                    | Teapa           |
| Fiesta de San Isidro Labrador y Feria Municipal de Comalcalco           | Del 3 al 16 de mayo                    | Comalcalco               | Comalcalco      |
| Feria Municipal de Macuspana                                            | Del 7 al 15 de mayo                    | Macuspana                | Macuspana       |
| Fiesta del Señor de la Salud (Cristo Negro) y Feria Municipal de Jonuta | Del 25 al 31 de mayo                   | Jonuta                   | Jonuta          |
| Fiesta de la Virgen de la Asunción                                      | Del 17 al 22 de mayo                   | Oxiacaque                | Nacajuca        |
| Fiesta de la Virgen María y Feria Municipal de Jalpa de Méndez          | Del 27 de mayo al 1 de junio           | Jalpa de Méndez          | Jalpa de Méndez |
| Feria Municipal de Cárdenas                                             | Del 1 al 14 de junio                   | Heroica Cárdenas         | Cárdenas        |
| Feria Municipal de Jalapa                                               | Del 14 al 29 de junio                  | Jalapa                   | Jalapa          |
| Fiesta de la Virgen del Carmen                                          | Del 15 al 16 de julio                  | Chiltepec                | Paraíso         |
| Fiesta de la Virgen del Carmen                                          | Del 16 al 26 de julio                  | Tapotzingo               | Nacajuca        |
| Fiesta de la Virgen de Santa Ana                                        | Del 22 al 26 de julio                  | Villa Sánchez Magallanes | Cárdenas        |
| Feria de Tapijulapa                                                     | Del 22 al 25 de julio                  | Tapijulapa               | Tacotalpa       |
| Fiesta de Santa Ana                                                     | Del 22 al 26 de julio                  | Frontera                 | Centla          |
| Fiesta de la Asunción                                                   | Del 1 al 19 de agosto                  | Cupilco                  | Comalcalco      |
| Feria Municipal de Tacotalpa                                            | Del 12 al 16 de agosto                 | Tacotalpa                | Tacotalpa       |
| Fiesta de la Virgen de los Remedios y Feria Municipal de Nacajuca       | Del 26 de agosto al 4 de septiembre    | Nacajuca                 | Nacajuca        |
| Fiesta de Virgen de la Natividad y Feria Municipal de Cunduacán         | Del 1 al 8 de septiembre               | Cunduacán                | Cunduacán       |
| Feria del Señor de las Lluvias                                          | Del 1 al 14 de septiembre              | Teapa                    | Teapa           |
| Feria Municipal de Tenosique                                            | Septiembre                             | Tenosique de Pino Suárez | Tenosique       |
| Feria Municipal de Huimanguillo                                         | Del 9 al 16 de septiembre              | Huimanguillo             | Huimanguillo    |
| Fiesta de San Miguel Arcángel                                           | Del 27 al 30 de septiembre             | Ayapa                    | Jalpa de Méndez |
| Feria Municipal de Emiliano Zapata                                      | Del 25 al 31 de octubre                | Emiliano Zapata          | Emiliano Zapata |
| Fiesta de la Natividad                                                  | Del 5 al 8 de diciembre                | Villa Cuauhtémoc         | Centla          |
| Feria Municipal de Balancán                                             | Del 9 al 16 de diciembre               | Balancán de Domínguez    | Balancán        |